# Lady Gaga
Lady Gaga, właśc. Stefani Joanne Angelina Germanotta (wym. /ˈstefəni ˌdʒɝːməˈnoʊt̬ə/; ur. 28 marca 1986 w Nowym Jorku) – amerykańska piosenkarka muzyki pop, kompozytorka, pianistka, autorka tekstów, aktorka, producentka muzyczna, filantropka oraz działaczka LGBT pochodzenia włoskiego.
Urodziła się i dorastała w Nowym Jorku. Pierwsze kroki w muzyce zaczęła stawiać w wieku młodzieńczym, kiedy to rozpoczęła naukę gry na pianinie. Karierę zaczęła pisaniem piosenek dla innych artystów takich, jak Britney Spears czy Jennifer Lopez, w tym samym czasie próbując nawiązać współpracę z wytwórnią muzyczną. W 2008 wydała swój debiutancki album studyjny pt. The Fame, który okazał się ogromnym sukcesem, przede wszystkim dzięki singlom „Just Dance” oraz „Poker Face”. Kolejnym dziełem Gagi został minialbum The Fame Monster, kontynuacja debiutanckiego albumu, zawierająca m.in. utwory: „Bad Romance”, „Telephone” oraz „Alejandro”, które osiągnęły międzynarodowy sukces.
W 2011 Lady Gaga wydała swój drugi album studyjny Born This Way. Główny singiel albumu o tym samym tytule osiągnął szczyt list przebojów w wielu krajach i został najszybciej sprzedającą się piosenką w serwisie iTunes, odnotowując ponad milion pobrań w mniej niż tydzień. W 2013 został wydany czwarty album studyjny piosenkarki – Artpop. W 2014 wydała album Cheek to Cheek, który nagrała wraz z Tonym Bennettem. W 2016 wydała piąty album Joanne. W 2017 wystąpiła podczas muzycznej przerwy Super Bowl oraz na festiwalu Coachella.
W 2018 wypuszczono na rynek ścieżkę dźwiękową do filmu Narodziny gwiazdy. Płyta na czele z piosenką „Shallow” osiągnęła duży sukces, dzięki czemu Gaga stała się pierwszą artystką mającą pięć albumów numer jeden w XXI wieku w Stanach Zjednoczonych. W 2020 wydała szósty album studyjny Chromatica, którego jednym z singli był międzynarodowy hit „Rain on Me”. W 2021 ukazał się album Love for Sale, który powstał przy współpracy z Tonym Bennettem. W 2022 została wydana ścieżka dźwiękowa do filmu Top Gun: Maverick, której Gaga była jednym z głównych twórców. W 2024 wydana została ścieżka dżwiękowa do filmu Joker: Folie à deux oraz album Gagi Harlequin zainspirowany filmem. W 2025 opublikowała siódmy album studyjny Mayhem.
Oprócz kariery muzycznej Gaga jest zaangażowana w projekty filmowe. W latach 2015–2016 była częścią obsady serialu American Horror Story. W 2018 miała miejsce premiera filmu Narodziny gwiazdy, w którym Gaga zagrała swoją pierwszą główną rolę na dużym ekranie. W 2021 odbyła się premiera filmu Dom Gucci w którym Gaga wcieliła się w główną rolę obok Adama Drivera. W 2024 zagrała drugoplanową rolę w filmie Joker: Folie à deux. Za swoje role aktorskie otrzymała: nominację do Oscara, Złoty Glob, dwie nominacje do nagrody Brytyjskiej Akademii Filmowej, dwie nominacje do nagrody Gildii Aktorów Ekranowych oraz nagrodę Critics’ Choice Movie Awards. Dodatkowo Lady Gaga otrzymała cztery nominacje do Primetime Emmy Awards, natomiast w 2025 statuetkę Sports Emmy Awards.
Poza swoją działalnością muzyczną i filmową jest znana ze swoich poglądów politycznych, filantropii, aktywizmu społecznego oraz uchodzi za jedną z ikon społeczności LGBT. W 2011 stworzyła fundację Born This Way, której zadaniem jest zaangażowana we wspieranie dobrego samopoczucia i rozwoju młodych ludzi. Dodatkowo Lady Gaga została uhonorowana tytułem ambasadora dobrej woli UNICEF, a od 2023 pełni rolę współprzewodniczącej prezydenckiego Komitetu ds. Sztuki i Nauk Humanistycznych.
Mając na koncie 27 mln sprzedanych albumów oraz 146 mln singli jest jedną z najlepiej sprzedających się artystów na świecie. Za swoje projekty muzyczne otrzymała: Oscara, Złoty Glob, 14 nagród Grammy, 3 statuetki BRIT, 18 nagród MTV Video Music Awards oraz nominację do Fryderyka. Sześć wydanych przez nią płyt znalazło się na pierwszym miejscu list Billboard 200, zaś siedemnaście singli zostało uwzględnionych w pierwszej dziesiątce utworów listy Billboard Hot 100. Została wpisana 13 razy do Księgi rekordów Guinnessa. W 2015 została ogłoszona „kobietą roku” przez magazyn Billboard. W styczniu 2023 Lady Gaga znalazła się na liście 200 najlepszych piosenkarzy wszech czasów magazynu Rolling Stone, zajmując 58. miejsce.

## Życiorys

### 1986−2004: Dzieciństwo i edukacja
Urodziła się 28 marca 1986 roku w nowojorskim szpitalu Lenox Hill Hospital. Jest córką włoskiego przedsiębiorcy branży IT, Josepha Germanotty pochodzącego z Lombardii oraz asystentki w firmie telekomunikacyjnej – Cynthii Germanotty, która jest Amerykanką pochodzącą z New Jersey. Oboje są amerykańskiego i włoskiego pochodzenia. Ma również młodszą siostrę Natali.
Jako dziecko uczęszczała do szkoły katolickiej Convent of the Sacred Heart. Naukę gry na fortepianie rozpoczęła w wieku czterech lat. Pierwszą balladę skomponowała, gdy miała 13 lat, a już rok później rozpoczęła granie koncertów przed publicznością. W wieku siedemnastu lat uzyskała wcześniejszy dostęp na nowojorski uniwersytet Tisch School of the Arts, gdzie studiowała muzykę. Po pewnym czasie przerwała naukę, by poświęcić się profesjonalnej karierze muzycznej.

### Kariera muzyczna

#### 2005−08: Początki kariery

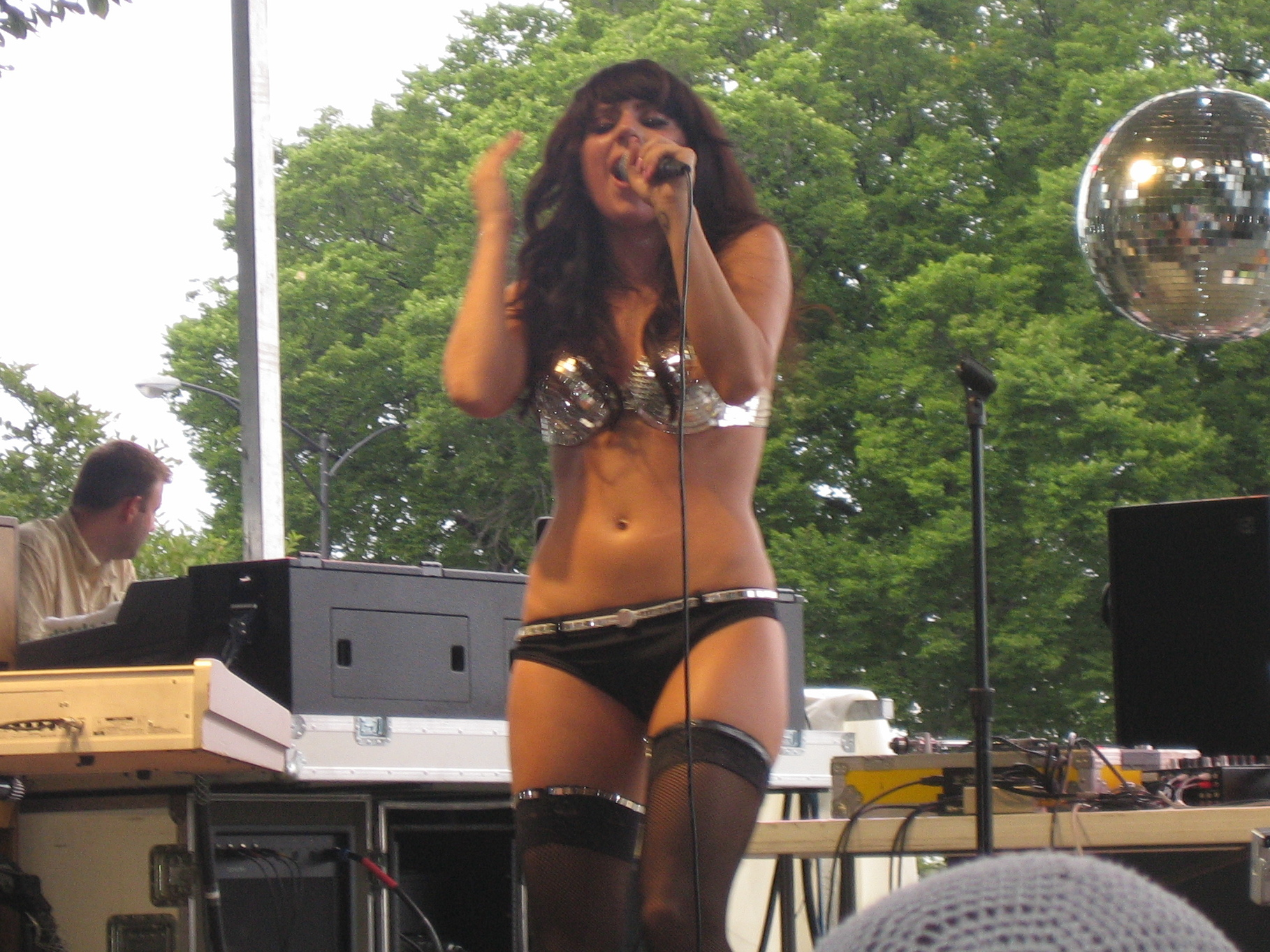
Lady Gaga podczas festiwalu Lollapalooza, sierpień 2007

Gaga pojawiła się w jednym z odcinków programu MTV Boiling Points w 2005 roku. W lutym 2005 zgłosiła się do konkursu piosenki w Nowym Jorku, w którym zdobyła trzecie miejsce. Podczas konkursu zagrała swoje oryginalne piosenki: „Captivated” oraz „Electric Kiss”. Pod koniec 2005 roku Gaga zaczęła występować publicznie w klubach w centrum Manhattanu jako część zespołów Mackin Pulsifer oraz SG Band. W styczniu 2006 Gaga sprzedawała swoją pierwszą EP-kę początkowo zatytułowaną „Words”, którą nagrała pod koniec 2005. Zaś w marcu sprzedawała tę EP-kę pod nazwą „Red and Blue”. W 2006 ukazał się audiobook Melle Mela pt. The Portal in the Park, do którego Gaga użyczyła wokali w utworach „World Family Tree” oraz „The Fountain of Truth”.
Chcąc zmienić swój rockandrollowy typ sceniczny zainteresowała się muzyką pop. W marcu 2006 poznała producenta muzycznego Roba Fusariego, który w niedalekiej przyszłości stał się jej partnerem życiowym. Utworzyła z nim spółkę Team Lovechild LLC, a parę lat później Gaga przyznała, że to on był pierwszym, który nazywał ją Lady Gaga. W połowie 2006 Fusari wysłał niektóre kawałki, które stworzył z Gagą, do Joshuy Sarubina, A&R–a Def Jamu, dzięki czemu Gaga rozpoczęła współpracę z tą wytwórnią. Związek piosenkarki z Robem rozpadł się w styczniu 2007.
W 2007 Lady Gaga nawiązała współpracę z tancerką Lady Starlight. Duet zaczął prezentować się muzycznie na Manhattanie w klubach Mercury Lounge, The Bitter End i Rockwood Music Hall pod szyldem „Lady Gaga and The Starlight Revue”. W sierpniu Lady Gaga oraz Lady Starlight zaproszone zostały na festiwal muzyczny Lollapalooza. W listopadzie 2007 Gaga zaczęła przynależeć do wytwórni–córki wytwórni Interscope, Streamline Records. Pod koniec 2007 wokalistka nawiązała współpracę z autorem tekstów i producentem muzycznym RedOne′a. W tym samym okresie Gaga zaczęła nagrywać w Cherrytree Studios, gdzie spotkała Martina Kierszenbauma, z którym również tworzyła piosenki, a cztery z nich ukazały się w The Fame.
Lady Gaga nawiązała współpracę z firmą Sony. W ramach tej współpracy była współautorką tekstów dla: Britney Spears, Fergie, New Kids on the Block i The Pussycat Dolls. Gaga napisała dla Britney „Telephone”, lecz ta go odrzuciła na rzecz utworu „Quicksand”, który początkowo miał się pojawić na płycie The Fame. Gaga napisała „Full Service” i „Big Girl Now” dla albumu New Kids on the Block zatytułowanego The Block oraz użyczyła głosu w „Big Girl Now”.

#### 2008−09:The Fame

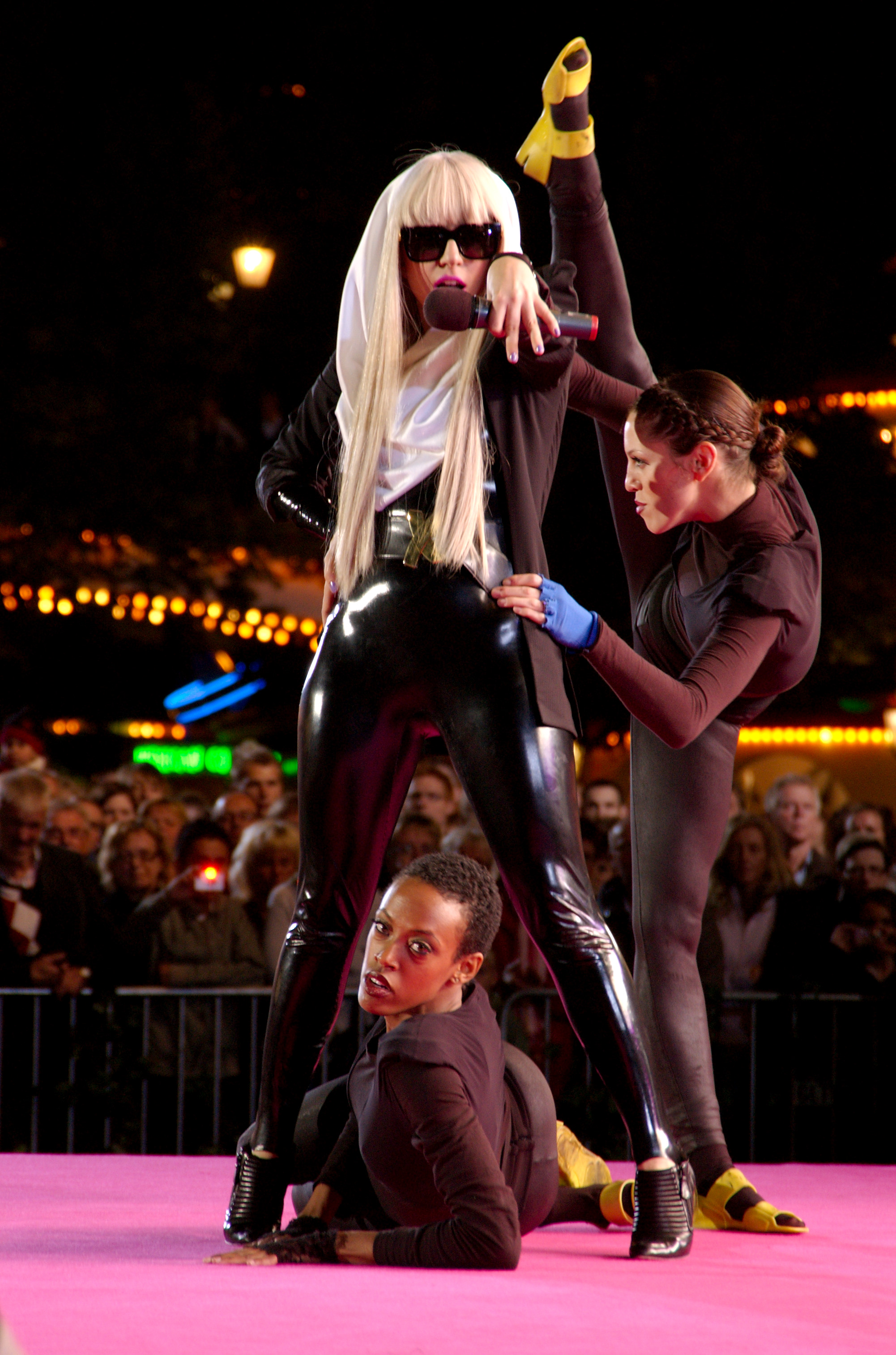
Lady Gaga wykonująca „Just Dance” w Sztokholmie, sierpień 2008

W 2008 Gaga przeniosła się do Los Angeles, gdzie udoskonalała i wykonywała ostatnie poprawki w sesji nagraniowej do albumu The Fame. Nad albumem wokalistka pracowała z zespołem Haus of Gaga. 8 kwietnia 2008 został wydany pierwszy singiel promującym album – „Just Dance”. Utwór dotarł na szczyty list przebojów w siedemnastu krajach. We wrześniu opublikowano dwie piosenki – „Beautiful, Dirty, Rich” oraz „Poker Face”. Utwór „Poker Face” dotarł na szczyty notowań w dwudziestu krajach i stał się drugim utworem Gagi, który zajął pierwsze miejsce na liście Billboard Hot 100.
19 sierpnia 2008 album The Fame został wydany w Kanadzie, a później 5 września w Australii. W Stanach Zjednoczonych album został wydany 28 października. Krążek dotarł do 2. miejsca listy Billboard 200 w połowie stycznia 2010 i pokrył się siedmiokrotną platyną w tymże kraju. Album zajął szczyty najchętniej kupowanych albumów w Austrii, Irlandii, Kanadzie oraz Wielkiej Brytanii.
W październiku 2008 wokalistka wyruszyła w swoją pierwszą trasę koncertową wraz z zespołem New Kids on the Block, gdzie występowała jako zapowiedź boysbandu. Seria koncertów z udziałem Gagi zakończyła się w listopadzie 2008. W tym samym miesiącu Gaga wydała utwór „Vanity”, a w grudniu „Christmas Tree”. Od stycznia do maja 2009 piosenkarka przebywała w trasie koncertowej wspólnie z zespołem Pussycat Dolls, gdzie zagrała koncerty w Europie i Oceanii. 12 marca 2009 wokalistka wyruszyła we własną trasę koncertową – The Fame Ball Tour. Trasa zakończyła się 29 września. W kwietniu ukazał się efekt współpracy Gagi z raperem Wale, pt. „Chillin”.
W kwietniu Gaga otrzymała swoją pierwszą nagrodę, była to nagroda od polskiego radia Eska. 13 września podczas gali VMA Gaga wykonała Paparazzi oraz otrzymała trzy statuetki; jedną za utwór „Poker Face” w kategorii Najlepszy Nowy Artysta oraz dwie za „Paparazzi” w kategoriach Najlepsza Dyrekcja Artystyczna i Najlepsze Efekty Specjalne. „Poker Face” otrzymało dwie nagrody Grammy w kategoriach Nagranie Roku i Najlepsze Nagranie Taneczne w 2010. 15 września 2010 została wydana nowa wersja Księgi światowych rekordów Guinnessa, a w niej, w kategorii Najwięcej tygodni na liście UK Albums Chart, znalazł się debiutancki album piosenkarki – The Fame.

#### 2009−10: The Fame Monster

Lady Gaga w Nowym Jorku podczas trasy The Monster Ball Tour, luty 2011

18 listopada 2009 został wydany minialbum The Fame Monster, czyli kontynuacja debiutanckiego albumu The Fame. Głównym singlem promującym tę EP-kę został „Bad Romance” wydany 23 października, który zdobył 1. miejsce w 28 państwach (w tym w Polsce) oraz 2. w Stanach. Kolejnym singlem z płyty stała się piosenka „Telephone” nagrana wspólnie z piosenkarką Beyoncé i wydana 26 stycznia 2010 roku. Singiel uplasował się na 3. miejscu w amerykańskim notowaniu Billboard Hot 100. Teledysk do tego utworu ukazał się w marcu i był kontynuacją historii z teledysku „Paparazzi”. Trzecim singlem został utwór „Alejandro”, który został wydany 20 kwietnia i wyróżnia się kontrowersyjnym, zdaniem niektórych środowisk, teledyskiem. Wytwórnia wokalistki wydała następnie „Dance in the Dark”.
Trasa promująca jej drugą płytę, The Monster Ball Tour, rozpoczęła się 27 listopada 2009, a zakończyła 6 maja 2011. Przyniosła zysk w wysokości 227,4 miliona dolarów. Według magazynu Billboard to rekord jeśli chodzi o debiutanckie trasy czołowych artystów. Trasa miała rozpocząć się w marcu 2010, a Gaga miała współpracować z raperem Kanye Westem, lecz po incydencie pomiędzy Westem a Taylor Swift podczas gali rozdania nagród VMA w 2009, trasa została anulowana. 26 listopada miał miejsce pierwszy koncert Lady Gagi w Polsce, który odbył się na Ergo Arenie w Gdańsku i przyciągnął publiczność liczącą ponad 12 tys. ludzi. Podczas tego koncertu piosenkarka zdradziła, że jej następny album jest prawie skończony. Podczas trasy koncertowej został nakręcony i sfilmowany dokument Lady Gaga Presents the Monster Ball Tour: At Madison Square Garden, za który piosenkarką otrzymała swoją pierwszą nominację do Nagrody Emmy, w kategorii wybitna różnorodność specjalna (nagranie wstępne).
Gaga wystąpiła podczas gali rozdania nagród BRIT w 2010, śpiewając „Telephone” i „Dance in the Dark”. Piosenkarka wygrała trzy nagrody BRIT, w kategoriach Najlepsza Międzynarodowa Artystka, Najlepszy Międzynarodowy Album (za The Fame) i Największy Przełom na Scenie Międzynarodowej. Gaga została nominowana trzynastokrotnie do nagród VMA w 2010, co jest rekordem. „Bad Romance” wygrało w 7 kategoriach podczas tej gali rozdania nagród, a „Telephone” wygrało w kategorii Najlepsza Współpraca. The Fame Monster wygrał nagrodę Grammy w kategorii Najlepszy Album Popowy Wokalny w 2011 roku.

#### 2011−12:Born This Way

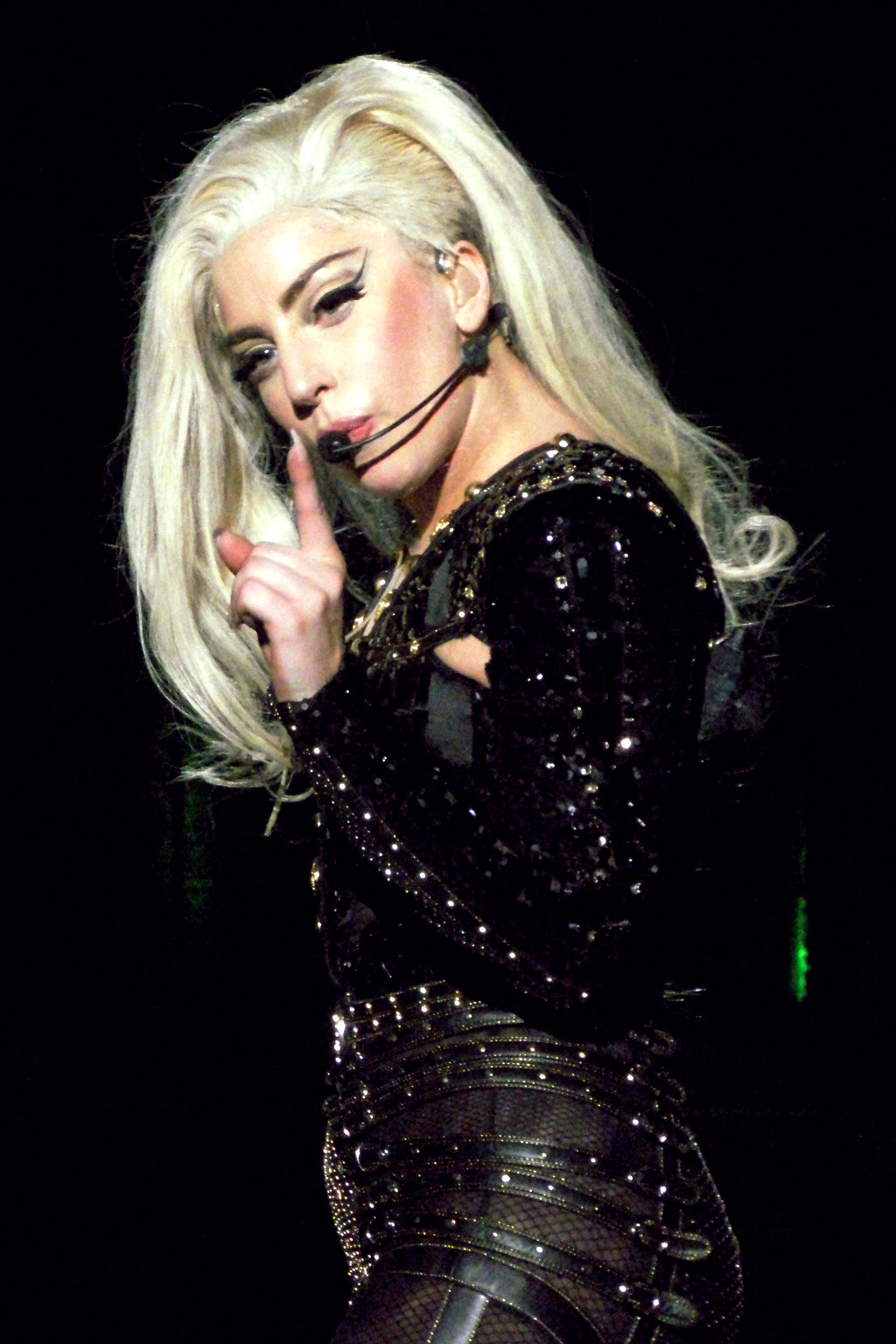
Lady Gaga w Antwepii podczas trasy Born This Way Ball, wrzesień 2012

11 lutego 2011 Lady Gaga wydała pierwszy singiel do swego drugiego albumu – „Born This Way”. Singiel zadebiutował na pierwszym miejscu w tysięcznym notowaniu amerykańskiej listy przebojów Billboard Hot 100. Teledysk do piosenki miał premierę 27 lutego. Kolejnym singlem z albumu Born This Way był utwór „Judas”, wydany 15 kwietnia. Teledysk, który został wydany 3 maja, jest uznawany za kontrowersyjny, z powodu licznych nawiązań do chrześcijaństwa oraz wydania go blisko świąt Wielkanocnych. 9 maja odbyła się premiera kolejnej piosenki Gagi – „The Edge of Glory”. Utwór pojawił się na listach przebojów w 31 krajach i z tego powodu stał się trzecim singlem promującym album. Tydzień później odbyła się premiera singla „Hair”.

Album pojawił się tydzień później, 23 maja i stał się numerem 1. w wielu krajach oraz sprzedał się w ilości 2,4 miliona kopii w samych Stanach Zjednoczonych, zdobywając tytuł podwójnej platyny. 23 lipca został wydany czwarty singel promujący Born This Way – „Yoü and I”. 16 sierpnia ukazał się teledysk do tego piosenki. 15 listopada Gaga wydała ostatni singel z albumu Born This Way – „Marry the Night”.1 grudnia miała miejsce premiera teledysku „Marry the Night”, który jest najdłuższym klipem nagranym przez Gagę, gdyż trwa prawie 14 minut. Album otrzymał dwie nominację do nagrody Grammy w kategorii Album Roku oraz Album Roku Pop, zaś piosenka „Yoü and I” została nominowana w kategorii Najlepsze solowe wykonanie Pop.

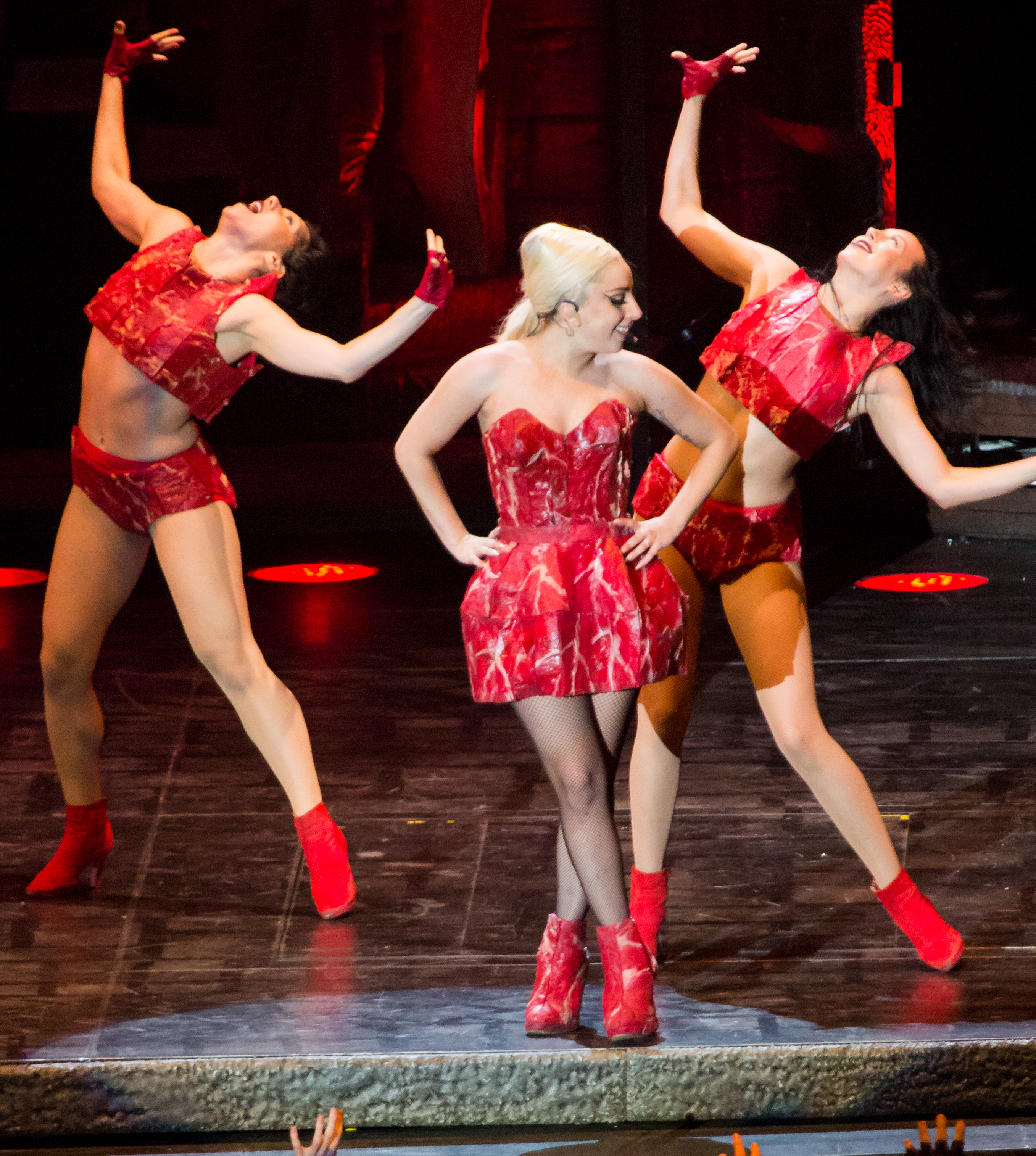
Lady Gaga w Manchesterze podczas trasy Born This Way Ball, wrzesień 2012

W 2011 Lady Gaga pracowała z Eltonem Johnem nad piosenką „Hello Hello” z filmu Gnomeo i Julia, za którą otrzymała swoją pierwszą nominację do Złotego Globu. Dzień po wydaniu albumu Born This Way ukazał się singel The Lonely Island „3-Way (The Golden Rule)”, w którym głosu użyczyła Gaga wraz z Justinem Timberlakiem. We wrześniu 2011 miał zostać wydany wspólny singiel Lady Gagi z Cher, pt. „The Greatest Thing”, jednak Gaga zdecydowała nie upubliczniać utworu. 3 października został wydany cover utworu „The Lady Is a Tramp” wykonany przez Gagę i Tony’ego Bennetta, jako ostatni singel promujący album Tony’ego pt. Duets II.
20 listopada z okazji zbliżających się świąt Bożego Narodzenia wydała EP-kę pt. A Very Gaga Holiday, na której znalazły się akustyczne wersje piosenek „Yoü and I” i „The Edge of Glory” oraz dwa jazzowe covery – „White Christmas” i „Orange Colored Sky”. Następnie z tej samej okazji, 25 grudnia Gaga opublikowała niewydany utwór „Stuck On Fuckin’ You”, który nie został uwzględniony w liście utworów Born This Way.
27 kwietnia 2012 rozpoczęła się trasa koncertowa Born This Way Ball, która miała trwać do 20 marca 2013 roku, lecz 12 lutego 2013 Gaga ogłosiła, że musi odwołać amerykańską część trasy, gdyż naderwała sobie obrąbek stawowy w prawym biodrze. Koncert gwiazdy w Dżakarcie w Indonezji został odwołany przez groźby islamskich ekstremistów, którzy grozili zamachami w czasie koncertu. 13 lutego 2011 Lady Gaga wykonała utwór „Born This Way” podczas ceremonii rozdania nagród Grammy. 28 sierpnia Gaga wystąpiła podczas gali rozdania nagród VMA, gdzie wykonała „Yoü and I”. 1 października 2011 Lady Gaga wystąpiła ze Stingiem w nowojorskim Beacon Theatre, na koncercie z okazji sześćdziesiątych urodzin tego brytyjskiego artysty. W grudniu 2012 pojawiła się na koncercie z okazji 50−lecia zespołu The Rolling Stones i wykonała z nimi piosenkę „Gimmie Shelter”.

#### 2013−14:Artpop

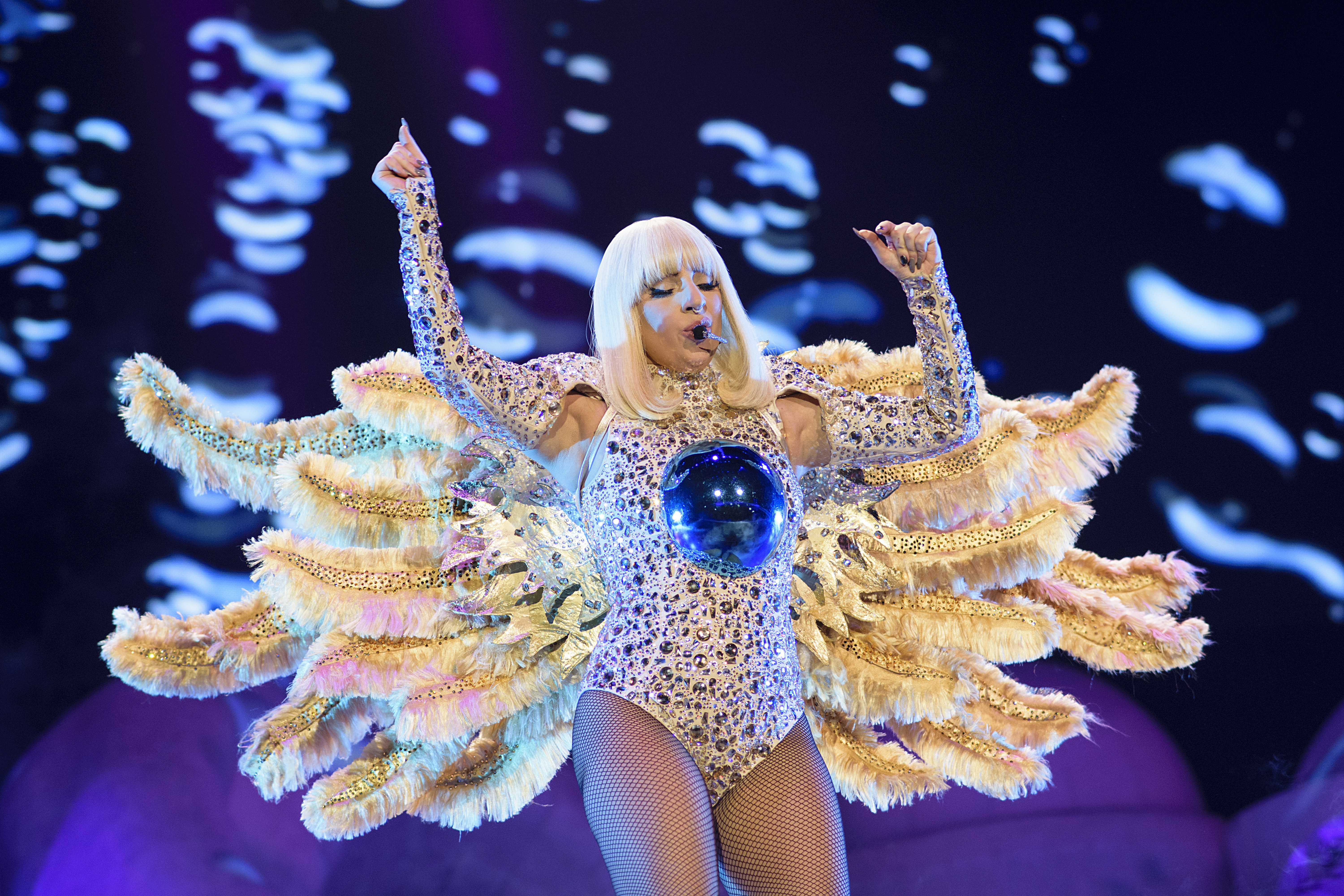
Lady Gaga w Londynie podczas trasy artRave: The Artpop Ball, październik 2014

Gaga rozpoczęła pracę nad jej trzecim albumem studyjnym w 2012. 12 sierpnia 2013 Gaga wydała pierwszy singiel Artpopu – „Applause”. Pierwotnie miał zostać wydany 19 sierpnia, jednak po serii wycieków fragmentów piosenki Lady Gaga postanowiła wydać singiel tydzień wcześniej. Utwór uplasował się na 4. miejscu w notowaniach amerykańskich i w ciągu sześciu tygodni sprzedał się w samych Stanach Zjednoczonych w liczbie 2 milionów kopii. 21 października 2013 został wydany drugi singiel promujący album – „Do What U Want”. Następnie zostały wydane dwa single promocyjne: „Venus” (27 października) oraz „Dope” (4 listopada).
Album Artpop został wydany na całym świecie 11 listopada 2013. Krążek uplasował się na 1. miejscu w wielu notowaniach i wyprzedał się w ilości 2,5 mln kopii do lipca 2014. 28 marca 2014 wydany został ostatni singel z płyty – „G.U.Y.”. Teledysk do ostatniego singla został wydany 6 dni wcześnie i został zatytułowany: „G.U.Y. – An ARTPOP Film”. 11 listopada została opublikowana aplikacja „ARTPOP” stworzona przez TechHaus. Album otrzymał mieszane recenzje i jest jedynym albumem studyjnym piosenkarki (stan na 2022 rok), który nie otrzymał nominacji do Nagrody Grammy.
Na przełomie marca i kwietnia 2014 piosenkarka dała serię koncertów w Nowym Jorku w Roseland Ballroom. W 2013 Gaga poinformowała fanów o wyruszeniu w trasę koncertową o nazwie artRave:The ARTPOP Ball, która odbywała się od 4 maja do 24 listopada 2014. W kwietniu 2014 Lady Gaga zaśpiewała piosenkę Stinga „If I Ever Lose My Faith in You”, podczas ceremonii Kennedy Center Honors.

#### 2014−15:Cheek to Cheek

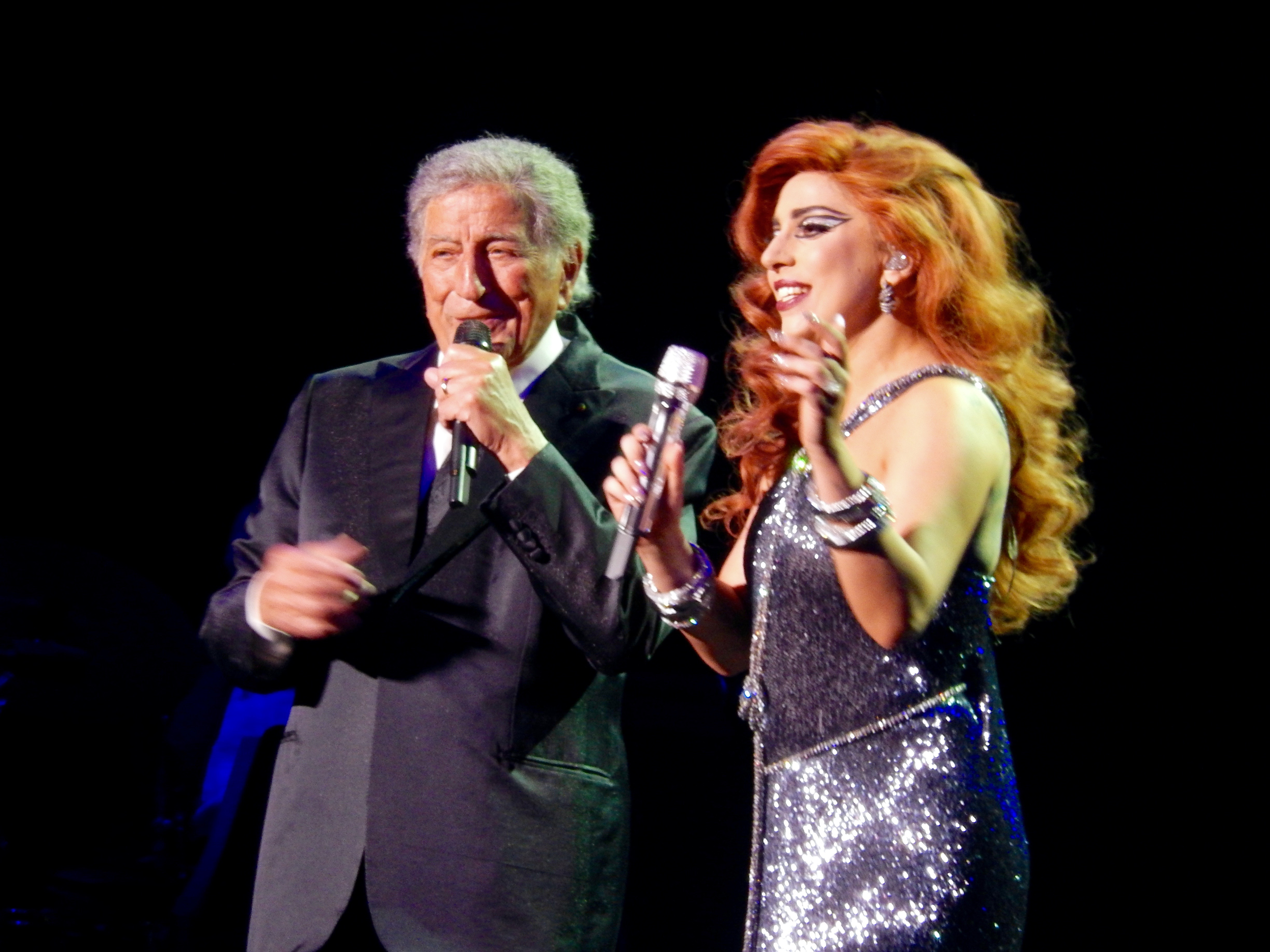
Lady Gaga wraz z Tonym Bennettem podczas trasy koncertowej Cheek to Cheek Tour, kwiecień 2015

We wrześniu 2012 podano do wiadomości, że Gaga nagra album wraz z Tonym Bennettem. Album został wydany 19 września 2014 i zadebiutował na pierwszym miejscu Billboardu, stając się trzecią płytą piosenkarki na tym miejscu. Album został poprzedzony dwoma singlami: „Anything Goes” (29 lipca) i „I Can’t Give You Anything but Love” (19 sierpnia); oraz singlem promocyjnym wydanym 16 września, „Nature Boy”.
13 października na kanale piosenkarki w serwisie YouTube został umieszczony teledysk do piosenki „But Beautiful”, a 24 listopada do utworu „It Don’t Mean a Thing (If It Ain’t Got That Swing)”. 9 grudnia Gaga i Bennett wydali cover utworu „Winter Wonderland”. W celu promocji albumu duet wyruszył w trasę – Cheek to Cheek Tour – która rozpoczęła się 30 grudnia 2014. Łącznie zagrali 36 koncertów w Ameryce i Europie. W styczniu 2015 roku zostało wydane nagranie z koncertu Gagi z Benettem, za który piosenkarka otrzymała swoją drugą nominację do Nagrody Emmy. Płyta otrzymała nagrodę Grammy podczas 57. ceremonii rozdania tych nagród w kategorii Najlepszy Popowy Album Tradycyjny.
18 września 2015 Gaga wydała singel „Til It Happens to You”, który napisała wraz z Diane Warren do filmu dokumentalnego The Hunting Ground. Singel dotarł do 95. miejsca w notowaniach amerykańskich oraz otrzymał nominację do Oscara i Nagrodę Emmy.
22 lutego 2015 wystąpiła na 87. ceremonii wręczenia Oscarów, gdzie wykonała wiązankę piosenek z filmu Dźwięki muzyki. 12 czerwca wystąpiła podczas ceremonii otwarcia Igrzysk Europejskich w Baku, gdzie wykonała piosenkę „Imagine” Johna Lennona w wersji akustycznej. 18 czerwca 2015 podczas ceremonii Songwriters Hall of Fame zaśpiewała piosenkę „What’s Up” zespołu 4 Non Blondes w hołdzie dla wokalistki i gitarzystki zespołu Lindy Perry, która zaśpiewała „Bad Romance”.

#### 2015−18:Joanne

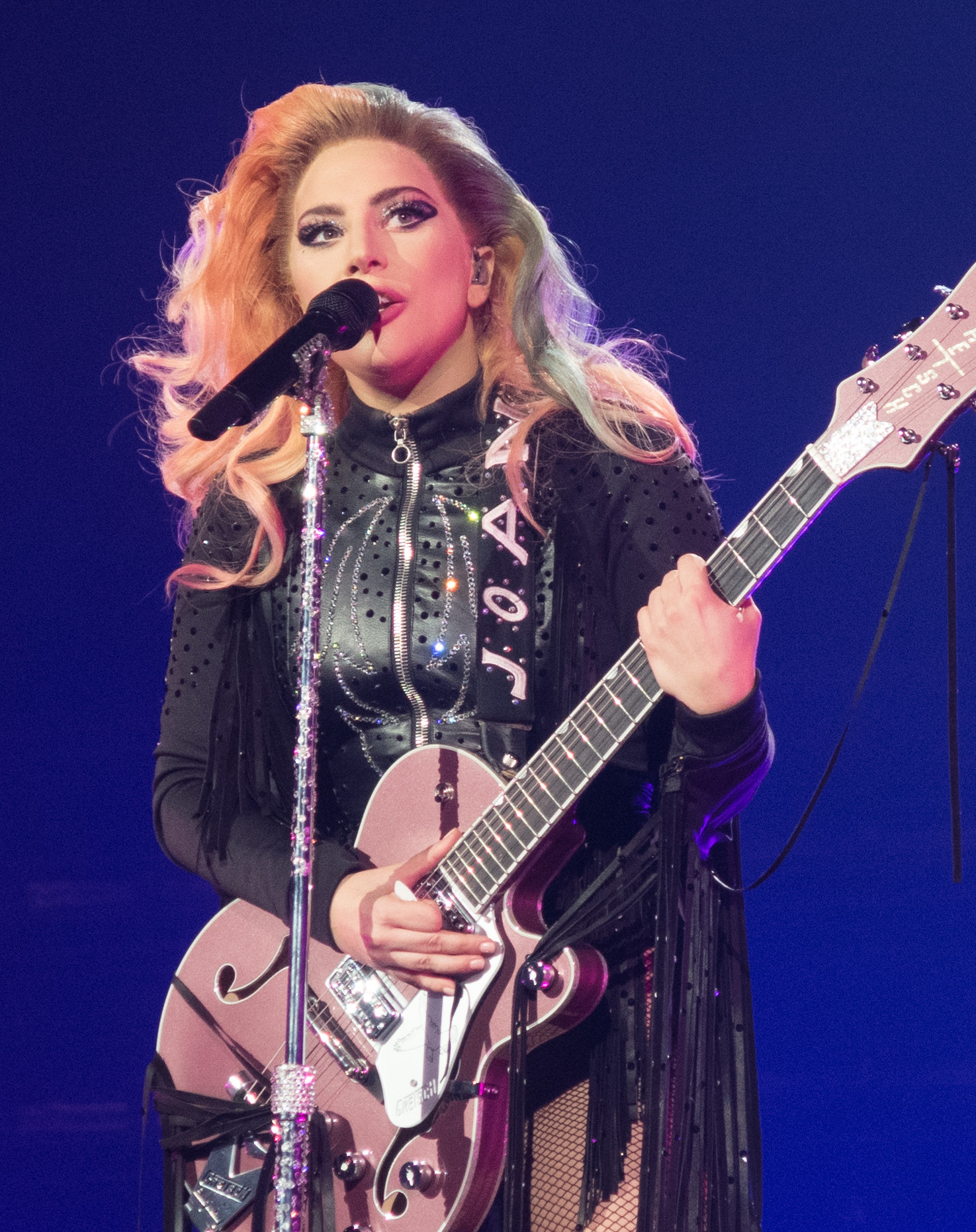
Lady Gaga w Toronto podczas Joanne World Tour, wrzesień 2017

W 2014 Gaga poinformowała, że zaczęła pracę nad nowym albumem. Początkowo nad albumem pracowali tacy producenci jak RedOne oraz Giorgio Moroder, jednak żadne z tych wspólnych działań nie zakończyło się wydaniem utworu, prócz „Angel Down”, napisanego przez Gagę i RedOne′a. 9 września 2016 Lady Gaga wydała pierwszy singel promujący jej nowy album – „Perfect Illusion”. 5 i 18 października 2016 wydano dwa single promocyjne albumu: „Million Reasons” oraz „A-YO”.
Płyta zatytułowana Joanne została wydana 21 października. W pierwszym tygodniu po premierze album sprzedał się w ilości 201 tysięcy egzemplarzy w USA i zadebiutował na 1. miejscu listy Billboard 200. Lady Gaga została wówczas pierwszą artystką, której cztery płyty znalazły się na szczycie listy najlepiej sprzedających się albumów w tej dekadzie. Album otrzymał nominację do Nagrody Grammy w kategorii Najlepszy Album Popowy Wokalny, jednak nagrodę otrzymał Ed Sheeran za krążek ÷.
22 grudnia 2017 we Włoszech wydano ostatni singel promocyjny albumu, którym był utwór „Joanne”, w wersji gitarowej, a 26 stycznia 2018 została opublikowana wersja pianistyczna tej piosenki, wraz z teledyskiem. 16 kwietnia 2017 został opublikowany singiel ,,The Cure”, który premierowo został wykonany na festwalu Coachella. 30 marca 2018 Gaga wydała cover piosenki Eltona Johna „Your Song”, który znalazł się w kompilacji Revamp.
7 lutego 2016 Lady Gaga zaśpiewała hymn Stanów Zjednoczonych podczas 50. Super Bowl Half-time Show, a rok później 5 lutego 2017 wystąpiła jako główna gwiazda części muzycznej podczas 51. Super Bowl Half-time Show, gdzie zaśpiewała swoje największe przeboje. Występ zdobył bardzo dobre recenzje, a Gaga otrzymała za niego swoją trzecią nominację do Nagrody Emmy. W tym samym roku zastąpiła Beyoncé jako główna gwiazda podczas festiwalu Coachella. 19 listopada wystąpiła podczas ceremonii rozdania nagród American Music Awards, gdzie wykonała utwór „The Cure”. W sierpniu Gaga rozpoczęła trasę koncertową The Joanne World Tour. Gaga wystąpiła wraz z Markiem Ronsonem podczas 60. ceremonii rozdania nagród Grammy, wykonując „Million Reasons” oraz „Joanne”.

#### 2018−20:Narodziny gwiazdy (ścieżka dżwiękowa)iEnigma

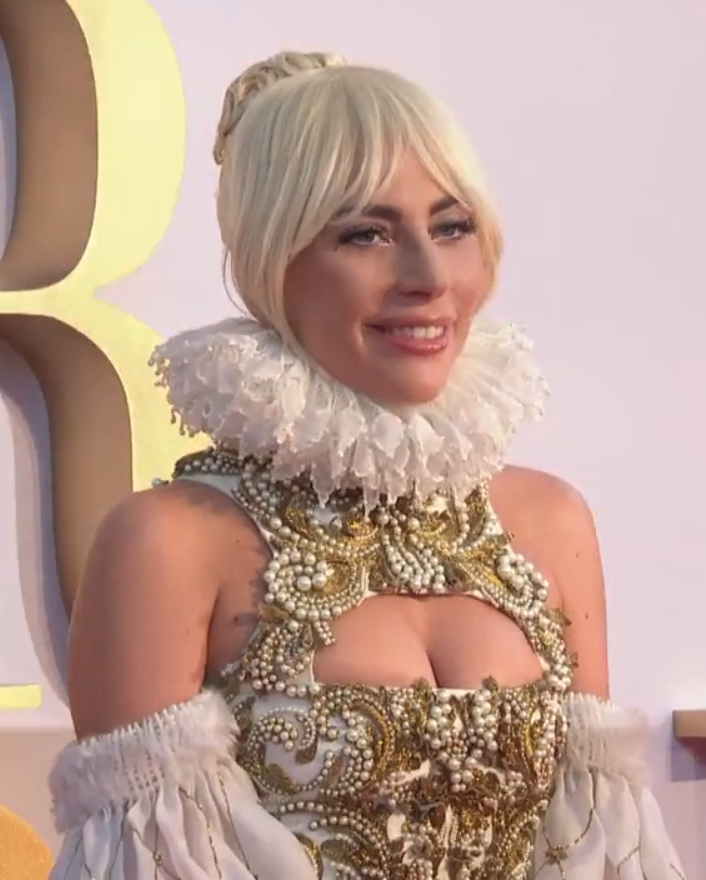
Gaga podczas premiery filmu Narodziny gwiazdy, październik 2018

W czerwcu 2016 ogłoszono, że Lady Gaga będzie częścią obsady filmu Narodziny gwiazdy, którego reżyserem i producentem został Bradley Cooper. Film okazał się być melodramatem muzycznym i z tego względu Gaga wraz z Cooperem oraz Lukasem Nelsonem stworzyli ścieżkę dźwiękową. W czerwcu 2018 został opublikowany pierwszy zwiastun filmu, w którym pojawiają się fragmenty piosenki „Shallow”, która została wydana jako pierwszy singel ścieżki dźwiękowej filmu 27 września 2018. Utwór otrzymał pozytywne opinie od krytyków i pojawił się na listach przebojów w większości krajów, zajmując pierwsze miejsce w: Australii, Austrii, Kanadzie, Danii, Stanach Zjednoczonych, Irlandii, Norwegii, Nowej Zelandii, Wielkiej Brytanii, Szwecji i Szwajcarii
Film oraz jego ścieżka dźwiękowa zostały wydane 5 października. Soundtrack stał się piątym albumem Lady Gagi, który uplasował się na pierwszym miejscu amerykańskiego Billboard 200, dzięki czemu Gaga, wraz z Taylor Swift, mogą się poszczycić największą liczbą albumów na pierwszym miejscu w amerykańskich notowaniach w latach 10. XXI wieku. „Always Remember Us This Way” oraz „I’ll Never Love Again” zostały wydane jako kolejne single promujące ścieżkę dźwiękową, lecz jedynie w niektórych krajach. Single zostały wydane kolejno 21 listopada 2018 oraz 27 maja 2019.
Lady Gaga dzięki Narodzinom Gwiazdy została nagrodzona oraz nominowana do wielu wyróżnień. 24 lutego 2019 piosenka „Shallow” została wyróżniona Oscarem, a w styczniu Złotym Globem. Singiel był nominowany w czterech kategoriach podczas 61. ceremonii wręczenia nagród Grammy, wygrywając w kategoriach Best Pop Duo/Group Performance oraz Best Song Written for Visual Media oraz przegrywając w kategoriach Nagranie roku i Piosenka roku. Ścieżka dźwiękowa została nagrodzona nagrodą BAFTA i Grammy oraz otrzymała nominację do Fryderyka.
W grudniu 2017 ogłosiła dwuletnią rezydenturę w Parku MGM w Las Vegas o nazwie „Lady Gaga Enigma”. Pierwszy koncert w ramach rezydentury odbył się 28 grudnia 2018. Rezydentura była podzielona na dwa typy show: Enigma, na której Gaga głównie gra swoje największe hity, oraz Jazz and Piano, na którym Gaga śpiewa piosenki z Wielkiego Amerykańskiego Śpiewnika oraz swoje piosenki w wersji akustycznej z pianinem. Lady Gaga otworzyła 61. ceremonię wręczenia nagród Grammy oraz śpiewała na niej piosenkę „Shallow”. Podczas ceremonii Oscarów Gaga wspólnie z Cooperem zaśpiewała piosenkę „Shallow”.

#### 2020−21:Chromatica

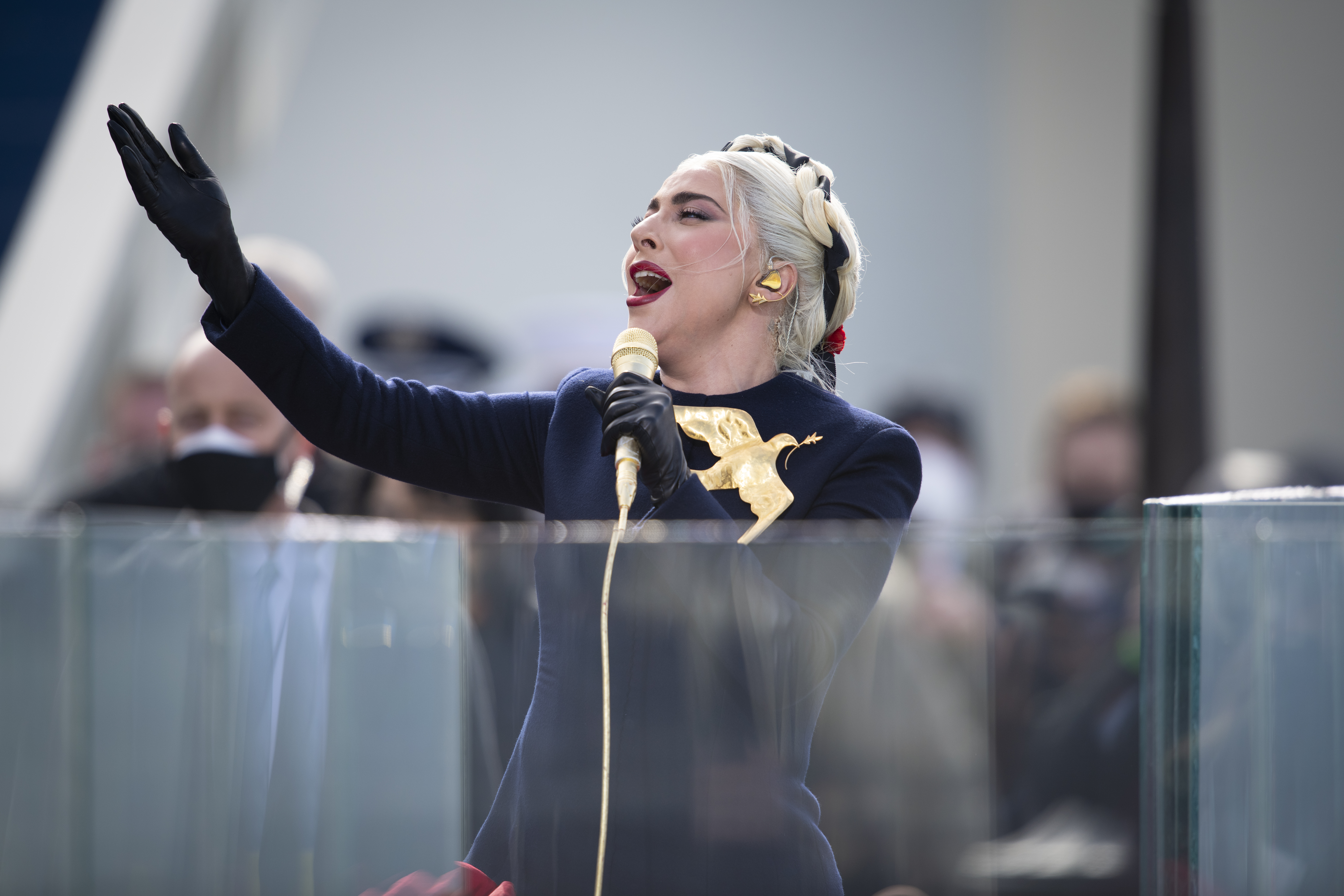
Lady Gaga podczas odśpiewania Hymnu Narodowego USA w czasie uroczystości inauguracyjnej Joego Bidena, styczeń 2021

28 lutego 2020 Gaga wydała główny singel promujący jej szósty album studyjny – „Stupid Love”. 2 marca piosenkarka ogłosiła nazwę owego krążka – Chromatica oraz rozpoczęła się jego przedsprzedaż w serwisach iTunes i Apple Music. Z powodu pandemii COVID-19 piosenkarka obwieściła przełożenie daty wydania albumu, odwołała parę koncertów jej rezydentury Lady Gaga Enigma w Las Vegas oraz przeniosła trasę The Chromatica Ball na 2022 rok.
6 maja Gaga podała, że Chromatica zostanie wydana 29 maja. Tydzień przed albumem został wydany drugi singel go promujący – „Rain on Me”, który został nagrany wraz z Arianą Grande. Utwór został ciepło przyjęty przez krytyków oraz stał się w numerem jeden w ponad dziesięciu krajach, w tym w Stanach Zjednoczonych. Dzień przed premierą albumu Gaga wydała efekt współpracy z zespołem Blackpink, „Sour Candy”, w charakterze singla promocyjnego. Chromatica spotkała się z przychylnymi opiniami krytyków oraz dostała się na szczyt listy najlepiej sprzedających się albumów w kilkunastu państwach. W Stanach Zjednoczonych jest to jej szósty z rzędu projekt, który uplasował się na pierwszym miejscu listy Billboard 200 oraz jest to jej drugie co do wysokości sprzedaży otwarcie w tym zestawieniu, po Born This Way, z 274 tysiącami sprzedanych egzemplarzy w pierwszym tygodniu. 25 września „911” zostało wydane jako trzeci singel promujący albumu.
Album zdobył nominację do nagrody Grammy w kategorii „Album Roku Pop”, zaś piosenka „Rain on Me” zdobyła statuetkę w kategorii „Najlepszy pop duet”. Na gali rozdania nagród Video Music Awards w 2020 roku Lady Gaga, wraz z Arianą Grande, otrzymały najwięcej nominacji – po dziewięć. Lady Gaga wygrała pięć statuetek, w tym za Piosenkę roku za „Rain on Me” oraz, jako pierwsza artystka w historii, otrzymała nagrodę Tricon za jej osiągnięcia w różnych częściach branży rozrywkowej.
20 stycznia 2021 podczas ceremonii zaprzysiężenia Joego Bidena na 46. prezydenta Stanów Zjednoczonych, zaśpiewała hymn narodowy „The Star-Spangled Banner”. 3 września 2021 został wydany trzeci album z remixami Lady Gagi zatytułowany Down of Chromatica. Komplikacja została stworzona ze zmodyfikowanych utworów, które wcześniej znalazły się na płycie Chromatica. Krążek okazał się być najlepszym debiutem w historii Spotify spośród albumów z remixami.

#### 2021−24:Love for Sale i Top Gun: Maverick (ścieżka dżwiękowa)

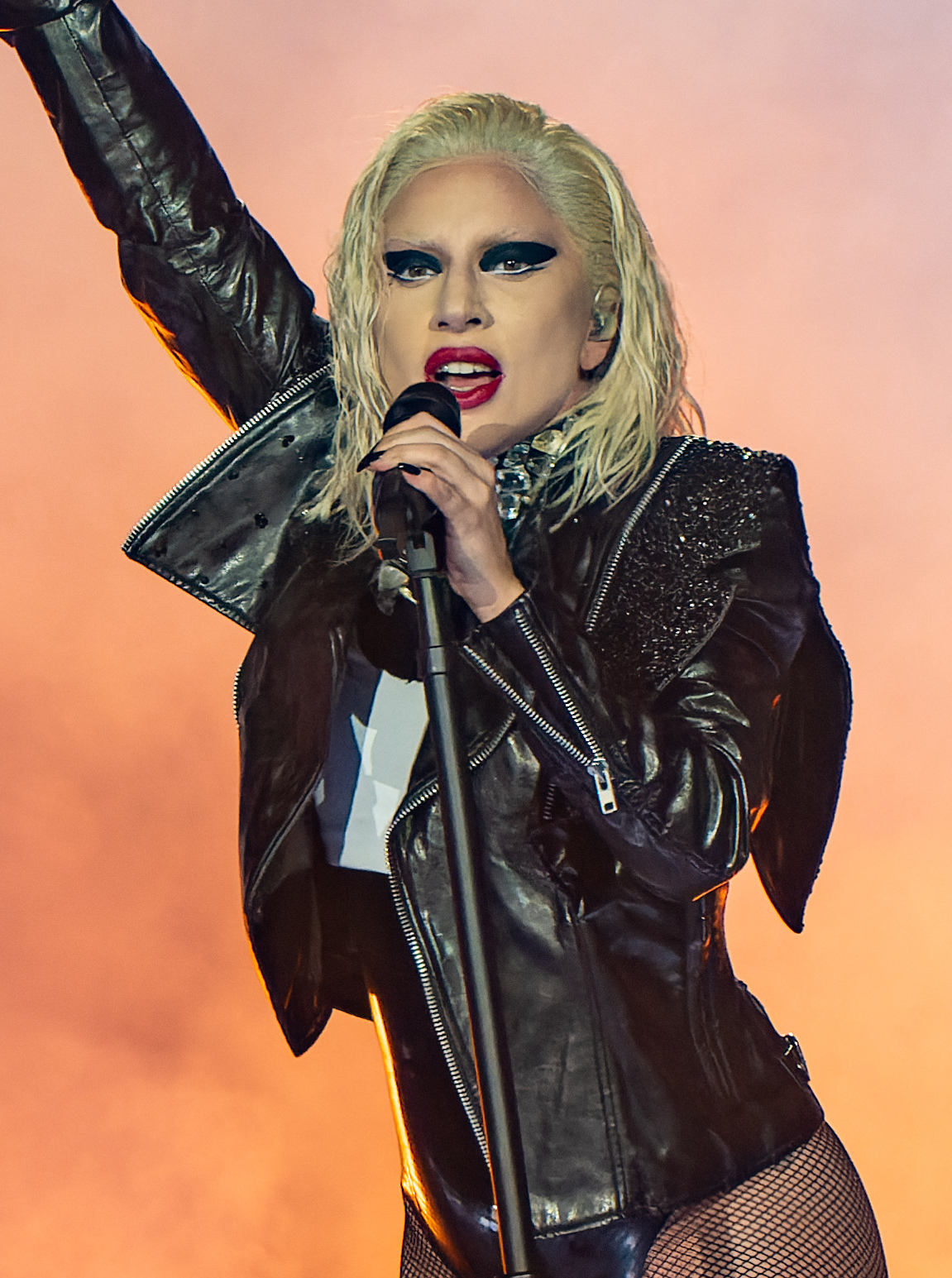
Lady Gaga wykonująca utwór „Hold My Hand” podczas The Chromatica Ball, lipiec 2022

W sierpniu 2021 Lady Gaga ogłosiła, że wraz Tonym Bennettem wyda drugi wspólny jazzowy album o nazwie Love for Sale. Premiera całej płyty miała miejsce 1 października 2021 roku. 28 listopada 2021 odbył się koncert One Last Time: An Evening with Tony Bennett and Lady Gaga, za który Gaga otrzymała nominację do Nagrody Emmy.  4 marca 2022 Lady Gaga wykonała dwie piosenki z nowego albumu podczas 64. ceremonia wręczenia nagród Grammy.
7 marca 2022 Lady Gaga ogłosiła, że rusza jej trasa koncertowa The Chromatica Ball. Pierwszy koncert odbył się 17 lipca 2022, zaś ostatni 17 września tego samego roku. W 2022 poinformowano, że Gaga będzie pracowała przy tworzeniu muzyki do filmu Top Gun: Maverick, którego premiera odbyła się 27 maja 2022. Piosenka do filmu pod tytułem „Hold My Hand” została opublikowana 3 maja. Przy tworzeniu soundtracku zatytułowanym Top Gun: Maverick (Music from the Motion Picture) współpracowała z Hansem Zimmerem, Harold Faltermeyer oraz Lornem Balfem. 13 marca 2023 Gaga wykonała piosenkę „Hold My Hand" podczas 95. ceremonii wręczenia Oscarów.
W listopadzie 2022 na platformie TikTok zyskała popularność piosenka Lady Gagi „Bloody Mary”, która została wydana wraz z płytą Born This Way. Dzięki rozprzestrzenieniu się piosenki w aplikacji, utwór zaczął zyskiwać popularność na muzycznych platformach strumieniowych, a 2 grudnia został udostępniony włoskim radiom, stając się szóstym singlem z drugiego albumu Gagi. 7 stycznia 2023 piosenka została wykorzystana w zwiastunie drugiego sezonu serialu Wednesday, a 14 stycznia 2023 zadebiutowała na liście Billboard 100.
31 lipca 2023 Lady Gaga poinformowała, że wystąpi dwanaście razy w ramach jej rezydentury Jazz and Piano w Las Vegas. Koncerty odbyły się między 31 sierpnia a 5 października 2023. We wrześniu 2023 poinformowano, że Lady Gaga nawiązała współpracę z zespołem The Rolling Stones na potrzeby piosenki „Sweet Sounds of Heaven”, która znalazła się na albumie Hackney Diamonds, wydanym 20 października 2023.  W marcu 2024 Lady Gaga rozpoczęła sprzedaż biletów na osiem koncertów ramach jej rezydentury Jazz and Piano w Las Vegas, między 19 czerwca a 6 lipca 2024.

#### Od 2024:HarlequiniMayhem

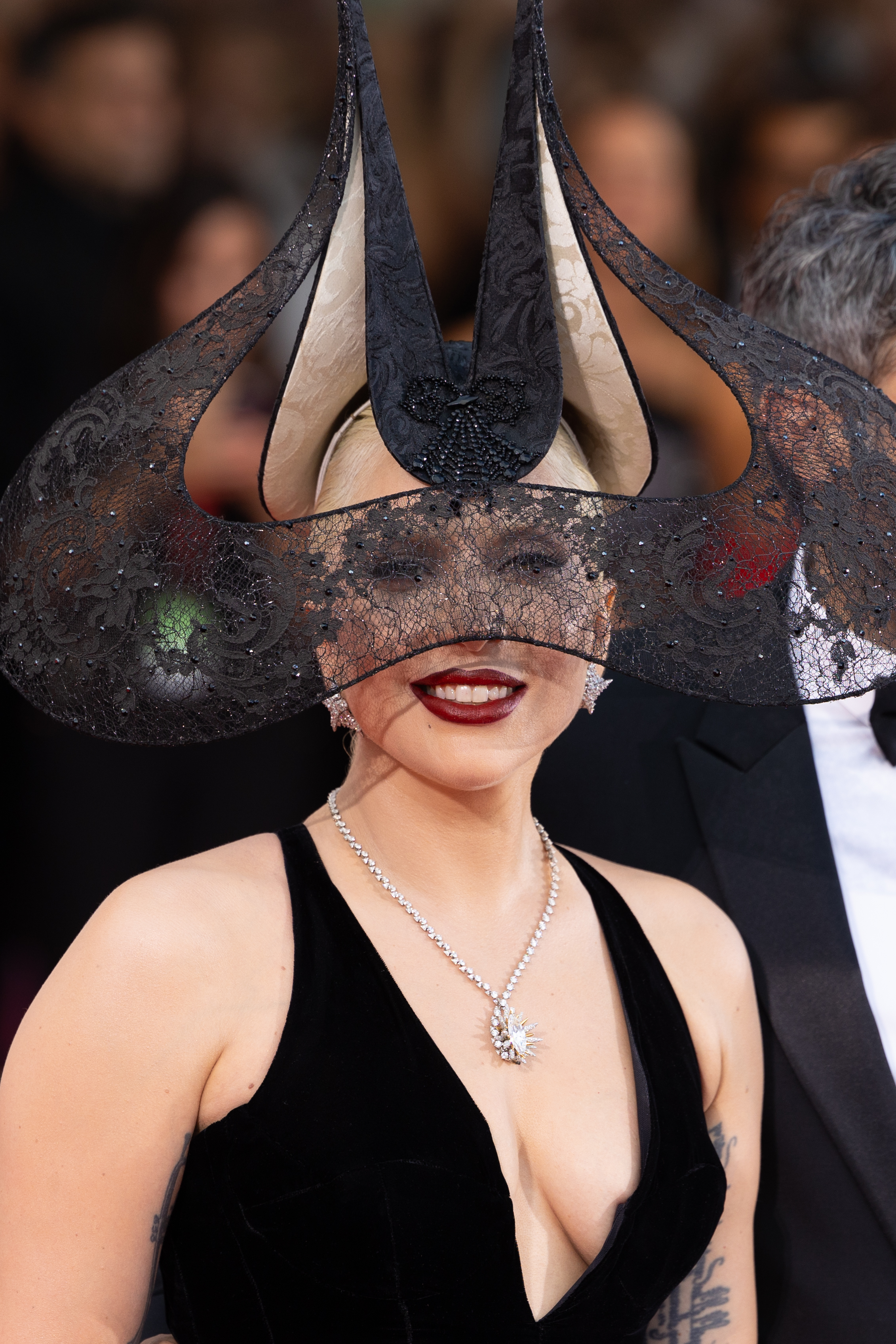
Lady Gaga w trakcie 81. Międzynarodowego Festiwalu Filmowgo w Wenecji, wrzesień 2024

25 maja 2024 premierę miał film dokumentalny z trasy koncertowej The Chromatica Ball, którego reżyserem, scenarzystą i producentem została Lady Gaga. Na końcu filmu został wyświetlony napis „LG7. Gaga returns”, którym piosenkarka ogłosiła wydanie nowego albumu. 26 lipca tego samego roku wystąpiła w trakcie ceremonii otwarcia Letnich Igrzysk Olimpijskich w Paryżu.
16 sierpnia 2024 premierę miała piosenka „Die with a Smile”, którą nagrała w duecie z Bruno Marsem. Utwór zdobył sukces komercyjny, zajmując pierwsze miejsce na liście Billboard Global 200, Spotify Weekly Top Songs Global oraz Billboard Hot 100. Podczas 67. gali wręczenia nagród Grammy „Die with a Smile” zdobył nagrodę Grammy w kategorii najlepszego popowego duetu. 29 września 2024 wydała album pt. Harlequin, do którego nagrania zainspirowała się swoją rolą w filmie Joker: Folie à deux. Na potrzeby filmu nagrała razem z Joaquinem Phoenixem ścieżkę dźwiękową, która miała premierę 4 października.
We wrześniu 2024 Lady Gaga zapowiedziała, że w kolejnym roku wyda swój siódmy album studyjny.  25 października 2024 opublikowała singiel „Disease”. 27 stycznia 2025 ogłosiła, że krążek o nazwie Mayhem ukaże 7 marca tego samego roku. 3 lutego wydany został drugi singiel promocyjny „Abracadabra”. 8 lutego Lady Gaga wykonała utwór „Hold My Hand” w trakcie Super Bowl LIX, jako hołd dla ofiar pożarów w Kalifornii; występ przyniósł jej nagrodę Sports Emmy Awards. W ramach promocji albumu Gaga wystąpiła: na festiwalu Coachella (11 i 18 kwietnia 2025), w Meksyku (26 i 27 kwietnia 2025), w Rio De Janerio (3 maja 2025) oraz Singapurze (18,19,21 i 24 maja 2025). Koncert na plaży w stolicy Brazylii zgromadził 2.1 mln widzów, co stanowi rekord największego koncertu solowego artysty. 16 lipca 2025 wyruszy w trasę koncertową The Mayhem Ball.  

### Kariera filmowa

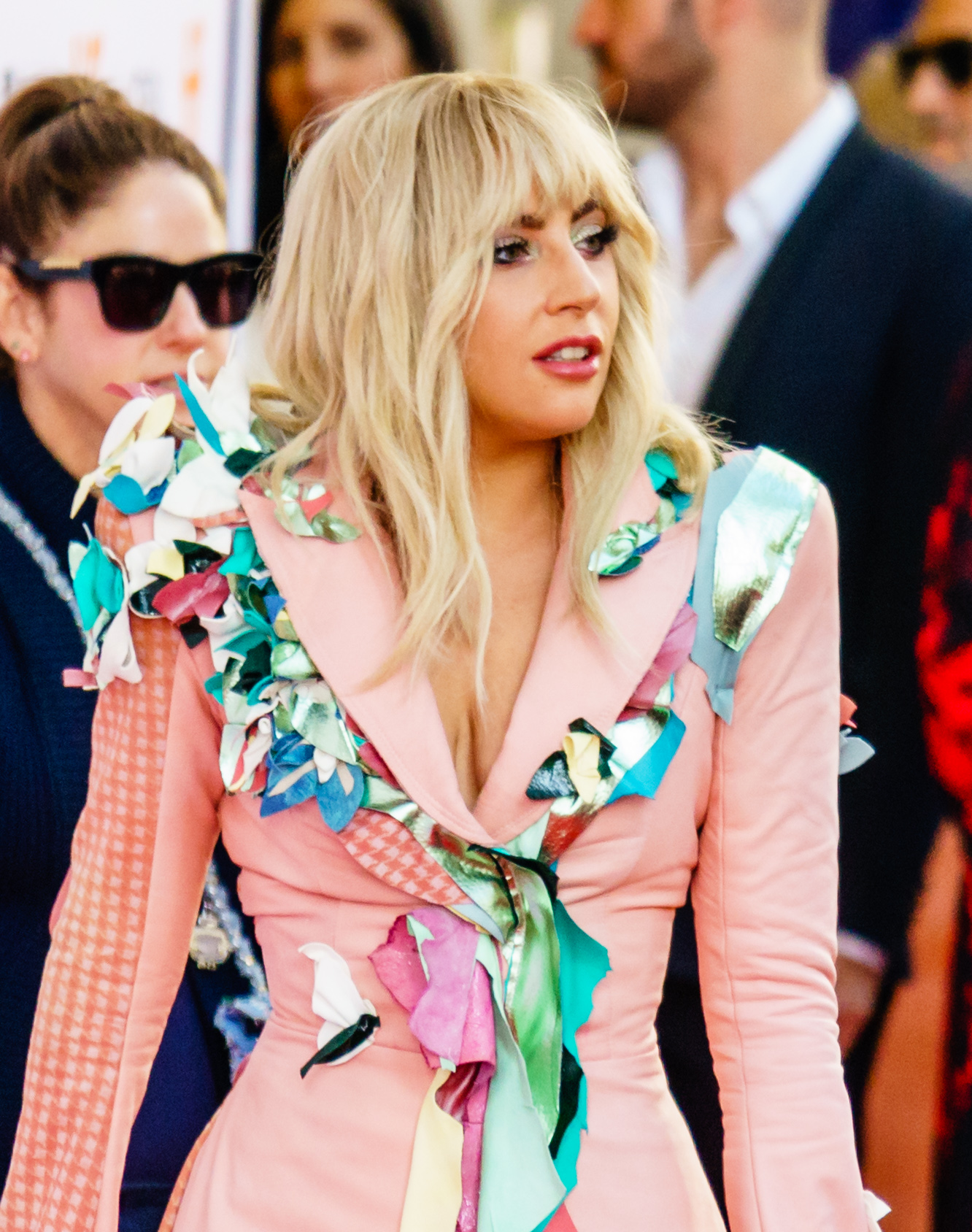
Lady Gaga podczas 27. festiwalu filmowego w Toronto, wrzesień 2017

24 listopada 2011 na antenie ABC wyemitowano A Very Gaga Thanksgiving, czyli trwający ponad godzinę dokument, który został wyreżyserowany przez Lady Gagę. W maju 2012 Gaga wystąpiła w 23 sezonie „The Simpson” w odcinku pt. Lisa Goes Gaga. Piosenkarka wystąpiła w dwóch filmach dokumentalnych o gwiazdach; The Zen of Bennett i Katy Perry: Part of Me. Gaga zagrała postać La Chameleón w filmie Roberta Rodrigueza Machete Kills, którego premiera odbyła się 13 września 2013. Piosenkarka wystąpiła w programie stacji ABC Lady Gaga and the Muppets Holiday Spectacular, gdzie zagrała i zaśpiewała swoje piosenki z płyty Artpop razem z Muppetami, Eltonem Johnem, Joseph Gordon-Levitt i RuPaulem. Wokalistka zagrała w filmie w reżyserii Roberta Rodrigueza Sin City: A Dame to Kill For, który został wydany 22 sierpnia 2014.

#### American Horror Story
W lutym 2015 Gaga za pośrednictwem Twittera i YouTube’a oznajmiła, że zagra w piątym sezonie serialu American Horror Story, który był emitowany na kanale FX. Piosenkarką wcieliła się w pierwszoplanową rolę węgierskiej hrabiny Elizabeth Johnson i wystąpiła we wszystkich odcinkach sezonu. Gra aktorska Gagi otrzymała pozytywne recenzje krytyka i została wyróżniona Złotym Globem w kategorii Najlepszy występ aktorski w miniserialu lub filmie telewizyjnym. Dodatkowo artystka otrzymała Nagrodę Poppy, która przyznawana jest programom i osobom pominiętym w nominacjach do nagród Emmy. Lady Gaga pojawiła się również gościnnie w trzech odcinkach szóstego sezonu serialu, jako Scáthach.

#### Gaga: Five Foot Two
We wrześniu 2017 podczas 27. festiwalu filmowego w Toronto doszło do premiery filmu dokumentalnego Gaga: Five Foot Two, który obrazuje przygotowania Lady Gagi do wydania albumu Joanne oraz występu na Super Bowl Half-time Show w lutym 2016. W obsadzie oprócz Gagi znaleźli się członkowie jej rodziny (matka, ojciec, siostra oraz babcia), jak i jej współpracownicy (m.in: Mark Ronson, Florence Welch oraz Frederic Aspiras). Reżyserem filmu został Chris Moukarbel, a jednym z producentów została sama Gaga. Produkcja otrzymała pozytywne opinie i została wyróżniona MTV Movie Award oraz dwiema Webby Awards.

#### Narodziny gwiazdy

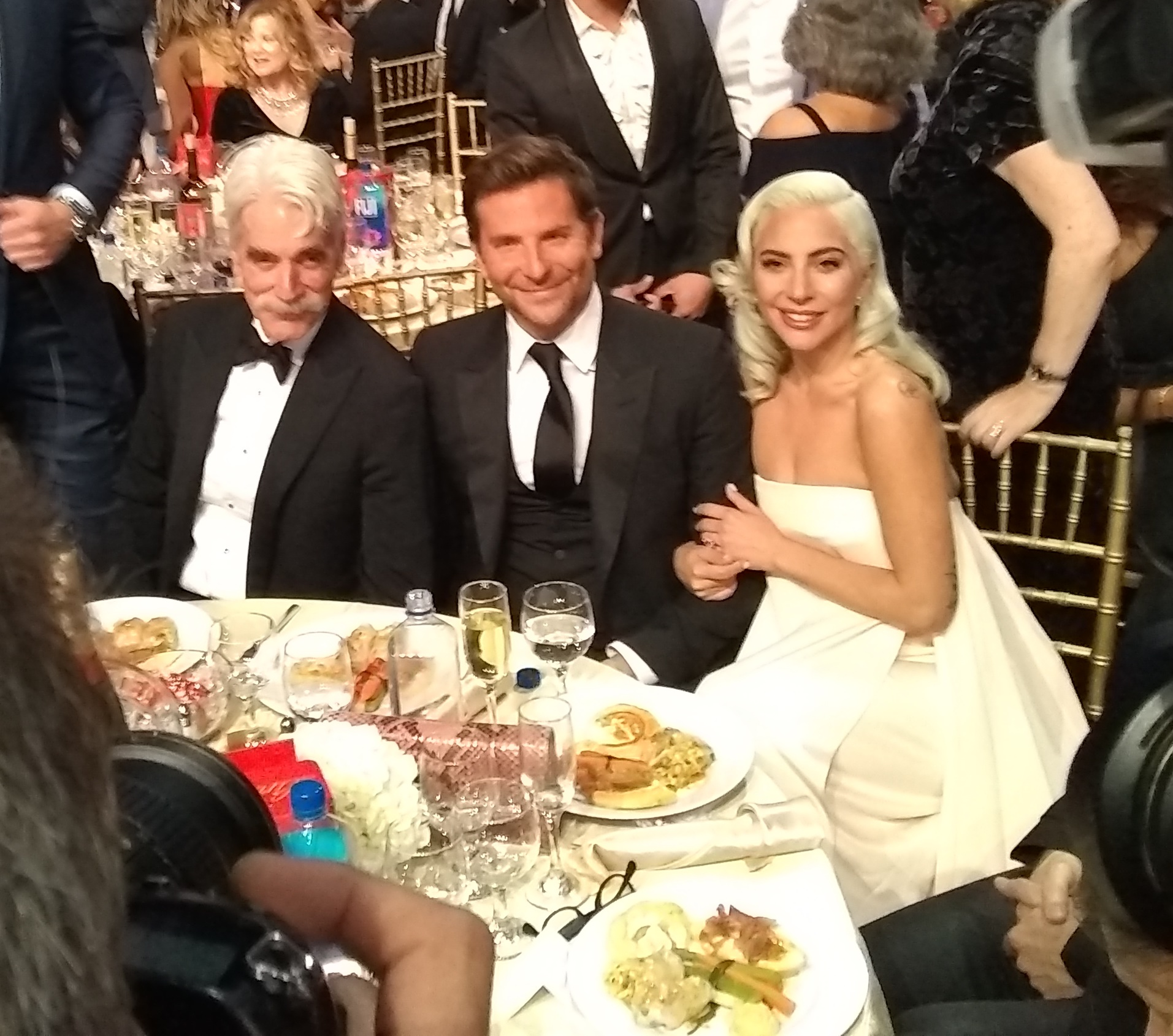
Sam Elliott, Bradley Cooper i Lady Gaga na gali Critics Choice Awards, styczeń 2019

W maju 2016 Lady Gaga została wymieniona jako potencjalna kandydatką do głównej roli w filmie Bradleya Coopera Narodziny gwiazdy. W czerwcu poinformowano, że Gaga będzie częścią obsady i zagra rolę Ally, czyli kelnerki i wokalistki w klubie nocnym, a następnie światowej gwiazdy muzyki. Sceny do filmu były nagrywane od kwietnia do sierpnia 2017. Premiera filmu miała miejsce 31 sierpnia 2018 podczas Międzynarodowego Festiwalu Filmowego w Wenecji, zaś 5 października 2018 produkcja trafiła do kin.
Film otrzymał pozytywne recenzje, a jednym z jego pozytywnych aspektów była gra aktorka Lady Gagi, oraz jej ekranowa współpraca z Cooperem, który grał jej partnera miłosnego oraz scenicznego. Gaga za rolę w filmie otrzymała nagrody przyznawane przez krytyków m.in. przez: Stowarzyszenie Krytyków Filmowych w Waszyngtonie, National Board of Review oraz Critics Choice Association. Dodatkowo artystka otrzymał nominację do: Oscara, nagrody BAFTA, Złotego Globu i Nagrody Gildii Aktorów Ekranowych; w kategorii najlepszej aktorki.

#### Dom Gucci
Na początku 2020 poinformowano, że Lady Gaga zagra w nowym filmie reżysera Ridleya Scotta Dom Gucci. Gaga wcieliła się w rolę Patrizii Reggiani, byłej żony Maurizio Gucciego. Premiera filmu miała miejsce 24 listopada 2021. Mimo tego, że odbiór filmu był zróżnicowany, rola Lady Gagi była komentowana pozytywnie. Gaga została nagrodzona przez Stowarzyszenie Nowojorskich Krytyków Filmowych i nominowana do nagrody BAFTA, Critics’ Choice Award, Złotego Globu i Nagrody Gildii Aktorów Ekranowych; w kategorii najlepszej aktorki. Zaskoczenie środowiska filmowego wywołał fakt, że Lady Gaga nie została nominowana do Oscara w kategorii „najlepsza aktorka pierwszoplanowa”.

#### Joker: Folie à deux
W sierpniu 2022 Lady Gaga potwierdziła, że wystąpi w sequelu kasowego dramatu psychologicznego Joker w reżyserii Todda Phillipsa na podstawie komiksów DC o Batmanie. W obsadzie kontynuacji Jokera zapowiedzianej jako musical filmowy znaleźli się też m.in. Brendan Gleeson, Zazie Beetz oraz, ponownie odtwarzający tytułową rolę Joaquin Phoenix. Kinowa premiera filmu Joker: Folie à deux została zaplanowana na 4 października 2024, natomiast 4 września 2024 odbyła się światowa premiera produkcji w trakcie 81. Międzynarodowego Festiwalu Filmowgo w Wenecji. Za rolę Harleen Quinzel została została nominowana do Złotej Maliny w kategorii najgorsza aktorka. 

## Działalność społeczna

### Działalność filantropijna
Po trzęsieniach ziemi na Haiti w 2010 Lady Gaga postanowiła wydać w swoim sklepie koszulkę nawiązującą do tragicznych wydarzeń na wyspie oraz przekazać pieniądze z koncertu Radio City Music Hall na fundusz krajowy. W 2011 zaprojektowała bransoletkę „We Pray For Japan”, która powstała, aby wesprzeć Japonię po trzęsieniach ziemi. Ostatecznie piosenkarka przekazała z dochodu 1,5 mln dolarów. W 2012 Lady Gaga przekazała 1 mln dolarów na Amerykański Czerwony Krzyż po Huraganie Sandy. W 2015 wydała piosenkę „Til It Happens to You”, z której część dochodu została przekazana na rzecz organizacji pomagających ocalałym w napaści na tle seksualnym. W 2017 przekazała 1 mln dolarów na pomoc dla ofiar huraganów, do których doszło w USA w tym samym roku. Piosenkarka jest ambasadorką dobrej woli UNICEF.
Artystka zaangażowała się również w walkę z HIV/AIDS. Wspólnie z Cyndi Lauper rozpoczęła edukację młodych kobiet nt. zagrożeń związanych z wirusami HIV i AIDS. Została twarzą marki kosmetycznej MAC i reklamowała kolekcję szminek z serii Viva Glam, których dochód został przeznaczony na walkę z AIDS.
15 października 2011 Gaga wystąpiła na koncercie z okazji 10-lecia istnienia fundacji Billa Clintona. W 2015 Lady Gaga i Tony Bennet wystąpili na koncercie organizowanym przez fundacje WellChild, podczas wydarzenia zebrano około 150 tys. dolarów. 21 października 2017 wystąpiła na koncercie charytatywnym „One America Appeal” w Teksasie, organizowanym przez fundację byłych prezydentów USA. Cały dochód ze sprzedaży biletów został przekazany na ofiary huraganów: Harvey w Teksasie, Irma na Florydzie, Maria w Portoryko i na Wyspach Dziewiczych Stanów Zjednoczonych.
6 kwietnia 2020 Światowa Organizacja Zdrowia ogłosiła, że wraz z artystką stworzyli wspólny koncert o nazwie Together at Home, który odbył się 12 dni później i miał na celu promowanie dystansowania społecznego podczas pandemii COVID-19 oraz zebranie funduszy na walkę z wirusem. Oprócz Gagi, która wykonała podczas koncertu covery utworów „Smile” Nata Kinga Cole’a oraz „The Prayer” wraz z Celine Dion, Andreą Bocellim, Johnem Legendem i Lang Langiem, wystąpiło ponad stu artystów, w tym Taylor Swift, Paul McCartney, Stevie Wonder czy Kacey Musegraves. Ostatecznie zebrano 128 milionów dolarów na pomoc pracownikom medycznym walczącym z pandemią.

### Wsparcie dla społeczności LGBT

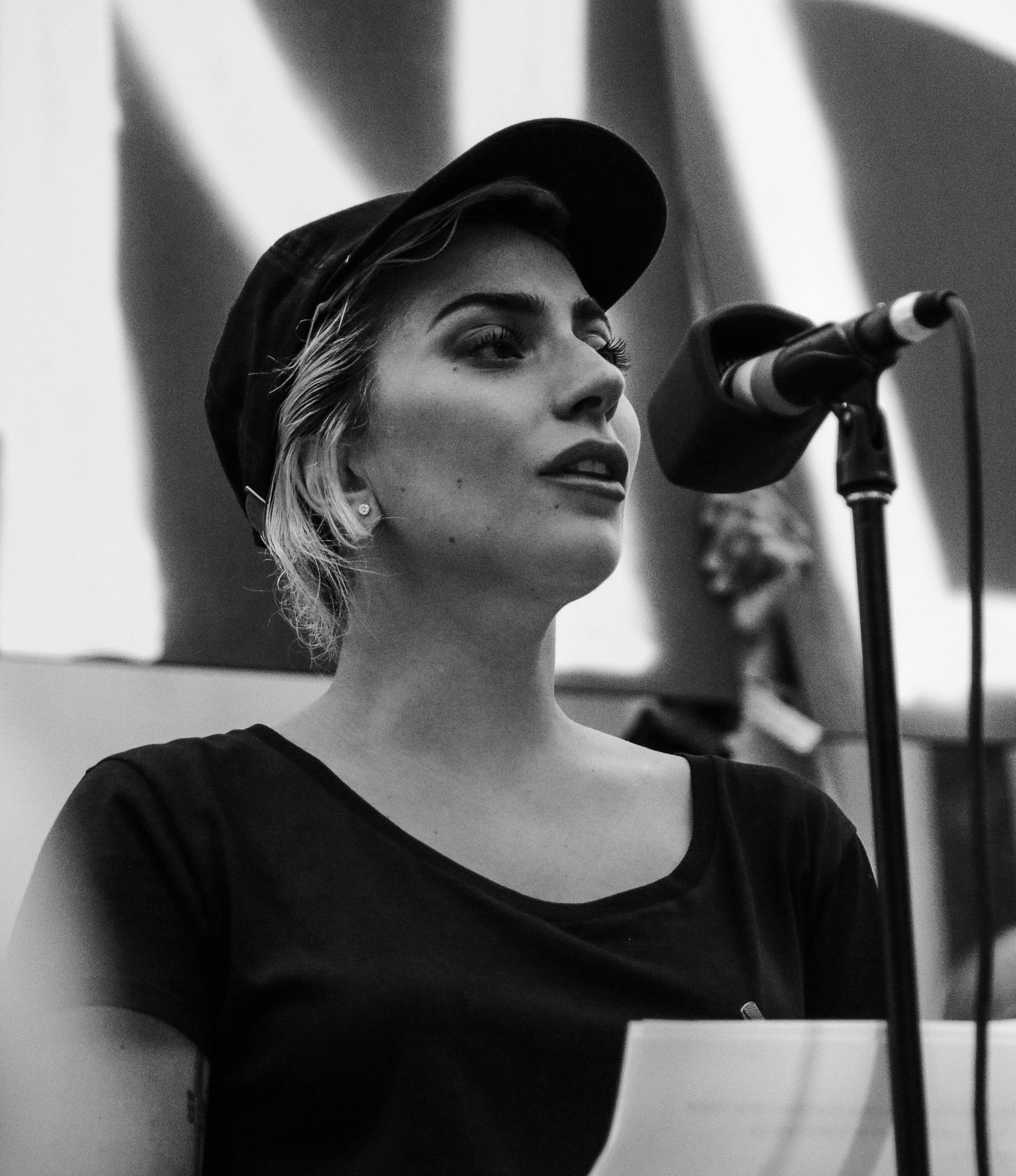
Lady Gaga przemawiająca na wiecu upamiętniającym zamordowanych podczas strzelaniny w klubie nocnym w Orlando, czerwiec 2016

Lady Gaga otwarcie sprzeciwiała się polityce Don’t ask, don’t tell. W 2010 podczas gali rozdania nagród muzycznych MTV Gaga była w towarzystwie osób homoseksualnych, płci męskiej i damskiej, byłych żołnierzy Sił Zbrojnych Stanów Zjednoczonych, którzy jednak ze względu na politykę "Don’t ask, don’t tell" nie mogli służyć w amerykańskiej armii. 16 września 2010 piosenkarka opublikowała przesłanie do senatorów z prośbą o usunięcie prawa "Don’t ask, don’t tell", a 20 września przemawiała na wiecu sprzeciwiającemu się ówczesnej polityce USA wobec osób homoseksualnych w armii.
18 września 2011 doszło do samobójstwa aktywisty na rzecz społeczności osób LGBT Jameya Rodemeyer, który parę godzin przed śmiercią napisał na Twitterze post, w którym zwrócił się do Lady Gagi, dziękując jej i żegnając się z nią. Podczas koncertu iHeartRadio, który odbył się parę dni po samobójstwie aktywisty Gaga oddała mu hołd, wykonując dla niego utwór „Hair”. Piosenkarka napisała na Twitterze:

„Chcę spotkać się z prezydentem. Nie przestanę walczyć. Nasze pokolenie ma siłę by z tym skończyć (…) Znęcanie się musi być nielegalne. To przestępstwo (…) W ostatnich dniach rozmyślałam, płakałam i krzyczałam. Mam w sobie tyle złości. Ciężko jest czuć miłość, gdy okrucieństwo odbiera komuś życie”

Ostatecznie doszło do spotkania Lady Gagi w Białym Domu z Valerie Jarrett, starszym doradcą prezydenta USA. W październiku 2011 Gaga spotkała się i przeprowadziła rozmowę z Barackiem Obamą podczas dorocznej kolacji Human Rights Campaign w Waszyngtonie.
W 2012 podczas koncertu w Sankt Petersburgu wyraziła swój sprzeciw wobec rosyjskiej polityki względem osób homoseksualnych. Jej zachowanie było komentowane przez deputowanego z Sankt Petersburga Witalija Miłonowa, który postanowił złożyć zawiadomienie do prokuratury, oskarżając Lady Gagę o propagowanie homoseksualizmu, jednak sprawa została umorzona.
W 2016 pojawia się na wiecu po strzelaninie w gejowskim klubie nocnym w Orlando. Podczas zgromadzenia odczytała nazwiska zabitych i wygłosiła przemówienie. W czerwcu 2021 piosenkarka wraz z firmą Versace stworzyła koszulki z okazji Miesiąca Dumy i dziesiątych urodzin piosenki „Born This Way”.

### Fundacja Born This Way
W 2012 Lady Gaga stworzyła fundację Born This Way, której zadaniem jest zaangażowana we wspieranie dobrego samopoczucia młodych ludzi i pracę z nimi, aby „uczynić świat milszym i odważniejszym”. Inauguracja fundacji odbyła się na Uniwersytecie Harvarda 29 lutego 2012. Prezesem fundacji została Cynthia Germanotta (mama Lady Gagi).

Logo fundacji Born This Way, która została założona przez Lady Gagę

Lady Gaga aktywnie uczestniczy w życiu fundacji. W 2013 podczas trwania trasy koncertowej Born This Way Ball, wraz z piosenkarką podróżował bus fundacji „Born Brave Bus”. Inicjatywa powstała w celu budowania poczucia wspólnoty i promowanie samoakceptacji wśród swoich fanów, w tym zapewnienie im dostępu do usług zdrowia psychicznego. W 2015 Gaga uczestniczyła w spotkaniu wraz z 200 uczniami szkół średnich oraz nauczycielami akademickimi, którego głównym tematem było omówienie sposobów rozpoznawania i kierowania emocjami. W 2016 wystąpiła na okładce magazynu V, wraz ze swoim partnerem Taylorem Kinneyem. Cały dochód ze sprzedaży magazynu został przekazany fundacji. W tym samym roku piosenkarka, wraz z Eltonem Johnem, rozpoczęła współpracę modową z firmą Macy’s, część dochodu z ubrań została przeznaczona na fundację Born This Way oraz Elton John AIDS Foundation. W 2017 Gaga spotkała się z uczniami amerykańskiego gimnazjum i wystąpiła wraz z nimi w reklamie firmy Staples, aby zebrać fundusze dla fundacji Born This Way i DonorsChoose.org. W kwietniu 2021 została wydana specjalna edycja szampana Dom Pérignon, która powstała przy współpracy z Gagą, a część dochodu została przeznaczona na fundację Born This Way. 13 listopada 2021 z okazji Dnia Życzliwości został wypuszczony 30-minutowym program zatytułowanym „The Power of Kindness”, w którym Gaga pochyliła się nad tematem zdrowia psychicznego i wpływie życzliwości na nasz dobrostan.

### Zaangażowanie polityczne

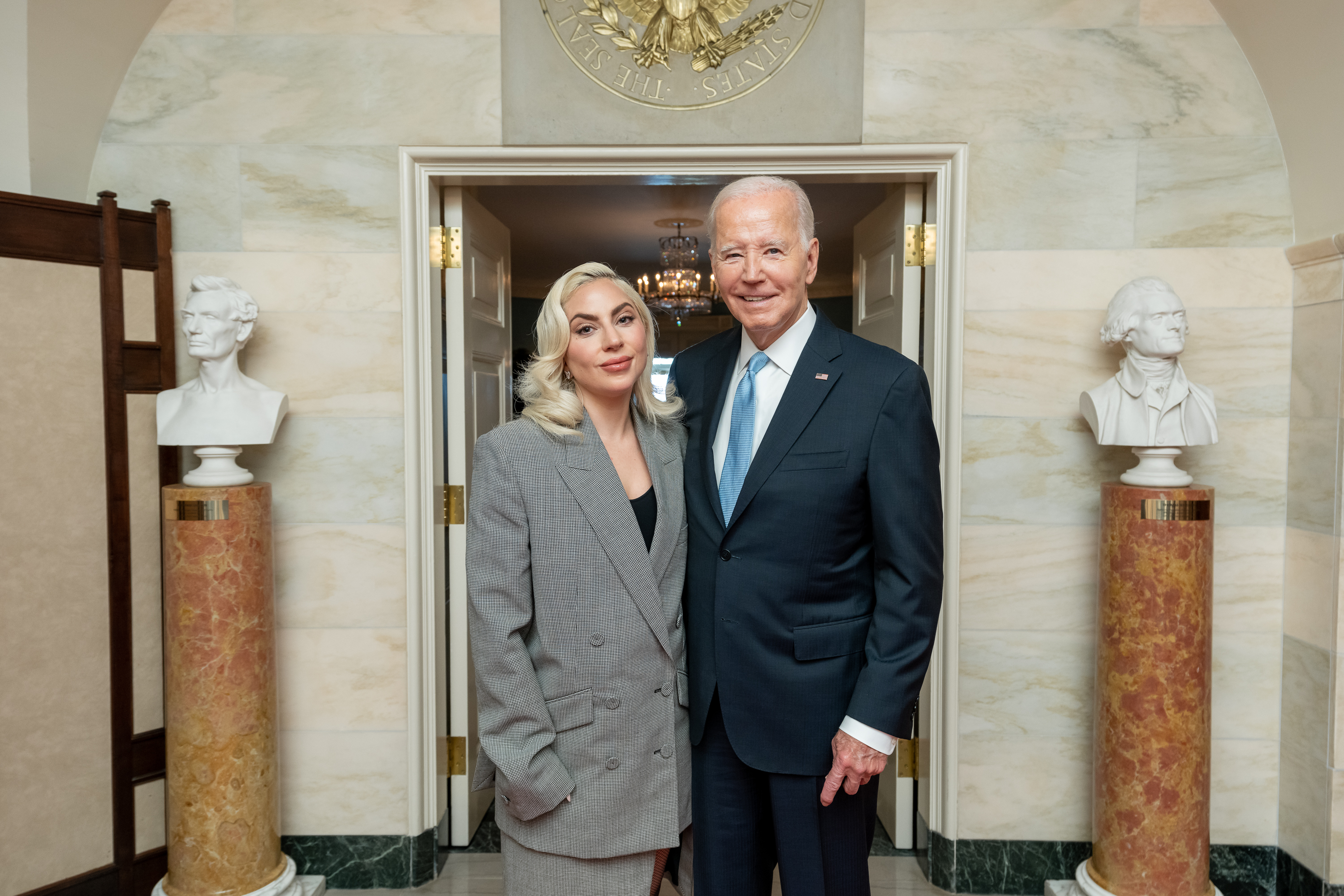
Lady Gaga i Joe Biden w Białym Domu, wrzesień 2023

Lady Gaga wielokrotnie wyrażała swoje poparcie dla Partii Demokratycznej oraz bezpośrednio angażowała się w jej działania. W 2011 wzięła udział w kolacji zbierania funduszy dla prezydenta Baracka Obamy i Partii Demokratycznej w Atherton w Kalifornii. W styczniu 2013 wystąpiła na prywatnym balu inauguracyjnym prezydenta Baracka Obamy, który organizowany był dla personelu oraz sztabu wyborczego. Podczas wyborów prezydenckich w 2016 Gaga poparła Hillary Clinton i przemawiała podczas wiecu w Karolinie Północnej. Podczas występu na Super Bowl Lady Gaga wykonała „God Bless America” i „This Land is Your Land” Woodiego Guthriego, co zostało odebrane przez komentatorów jako sprzeciw wobec Donalda Trumpa. Podczas trwania kadencji Trumpa, Gaga wielokrotnie sprzeciwiała się polityce ówczesnego prezydenta. W 2019 piosenkarka bezpośrednio zwróciła się do Mikea Penca, ówczesnego wiceprezydenta Stanów Zjednoczonych, krytykując go za popieranie pracy Karen Pence w szkole, która krytykuje zawieranie związków małżeńskich przez osoby homoseksualne, ze względu na wiarę chrześcijańską.
Lady Gaga zaangażowała się również w kampanię Joego Bidena w 2020. Zadeklarowała głos na kandydatkę Demokratów oraz wystąpiła na ostatnim wiecu kampanijnym, który odbył się dzień przed wyborami w Pensylwanii. W 2022 Gaga wykonała piosenkę „Angel Down”, podczas The Chromatica Ball, w ramach sprzeciwu zaostrzania przepisów aborcyjnych w Teksasie. Podczas koncertu w Arlington piosenkarka wyraziła nadzieje, że stan Teksas będzie głosował na Partię Demokratyczną i „kiedyś stanie się niebieski". W kwietniu 2023 piosenkarka została powołana przez prezydenta Joego Bidena na współprzewodniczącą prezydenckiego Komitetu ds. Sztuki i Nauk Humanistycznych. 3 listopada 2024 wystąpiła w trakcie ostatniego wiecu wyborczego Kamali Harris w Pensylwanii.

## Działalność biznesowa i produkty

Logo marki kosmetycznej stworzonej przez Lady Gagę

W 2019 Lady Gaga poinformowała za pośrednictwem mediów społecznościowych, że dojdzie do utworzenia nowej marki kosmetycznej, o nazwie Haus Laboratories. Prezesem marki został Ben Jones. Sprzedaż pierwszych kosmetyków rozpoczęła się 15 lipca 2019 w sklepie Amazon. W ofercie pojawiło się 27 produktów w tym: szminki, cienie do powiek, kredki do ust oraz eyeliner. W 2021 marka wypuściła kosmetyki inspirowane nowym filmem Dom Gucci. W 2022 firma zmieniła nazwę na Haus Labs. 9 czerwca 2022 Sephora stworzyła nową linię kosmetyków przy współpracy z firmą Lady Gagi. W ofercie znalazło się 90 produktów.
W 2012 Gaga stworzyła perfumy o nazwie „The Fame”. W 2014 doszło do premiery drugich perfum o nazwie „Eau de Gaga”. Gaga została twarzą kampanii reklamowej wiosna/lato 2014 włoskiego domu mody – Versace. W 2020 stała się twarzą nowych perfum marki Valentino. W kwietniu 2021 Lady Gaga nawiązała współpracę z marką Dom Pérignon, tworząc nową edycję szampanów.

## Osiągnięcia

### Nagrody
Lady Gaga jest jedną z najczęściej wyróżnianych artystek. Za swoje projekty muzyczne otrzymała m.in.: 14 nagród Grammy (pośród 38 nominacji), 3 statuetki Brit (pośród 5 nominacji), 18 nagród MTV Video Music Awards (pośród 40 nominacji), 12 Europejskich Nagród Muzyczne MTV (pośród 39 nominacji), 10 nagród Billboard Music Awards (pośród 43 nominacji), 3 nagrody American Music Award (pośród 16 nominacji), 14 nagród Japan Gold Disc Award, 3 People’s Choice Awards (pośród 26 nominacji) oraz 2 Eska Music Awards. Dodatkowo otrzymała Nagrodę Współczesnej Ikony Songwriters Hall of Fame, zaś w 2022 otrzymała Nagrodę Ikony podczas Palm Springs International Film Festival.

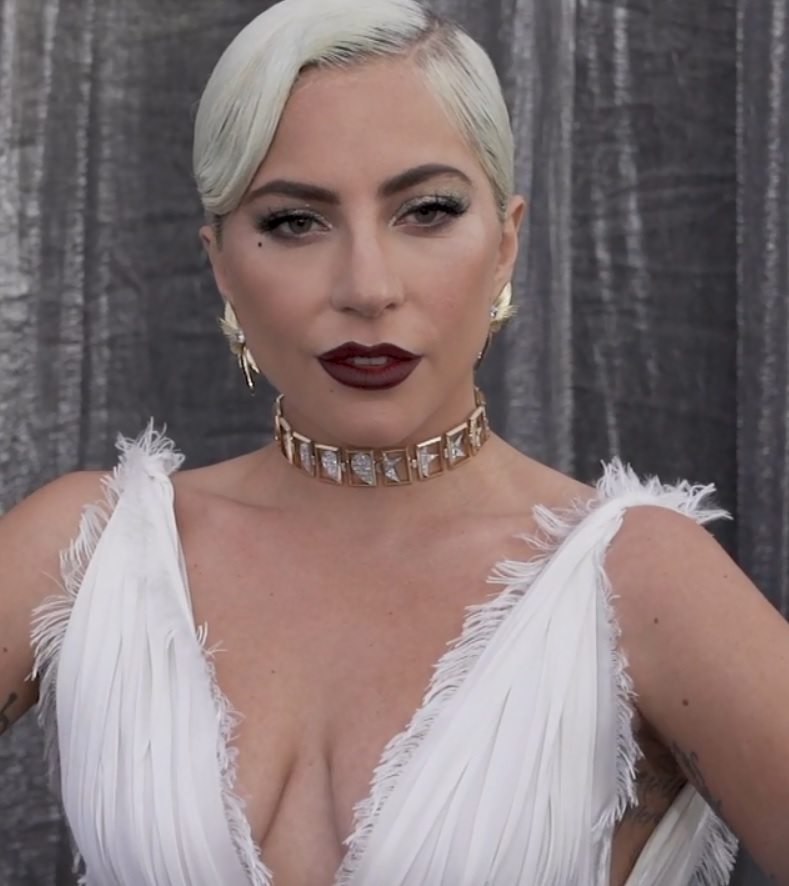
Lady Gaga podczas odebrania nagród SAG, styczeń 2019

Otrzymała wiele nagród i nominacji za pracę filmową i telewizyjną. Jest m.in. laureatką: Oscara (pośród 4 nominacji), nagrody BAFTA (pośród 3 nominacji), dwóch Złotych Globów (pośród 6 nominacji), trzech nagród Satelity (pośród 8 nominacji), nagrody National Board of Review oraz dwóch Critics’ Choice Movie Awards (pośród 6 nominacji). Dodatkowo otrzymała cztery nominacje do nagrody Emmy oraz cztery nominacje do nagrody Gildii Aktorów Ekranowych. W 2020 stała się pierwszą i jak dotychczas jedyną laureatką Nagrody Tricon MTV Video Music Awards, czyli wyróżnienia przyznawanego za ogólne osiągnięcia artysty w muzyce i filmie.

### Wyróżnienia
Lady Gaga pojawiła się 14 razy księdze Rekordów Guinnesa (obecnie posiada 10 rekordów). W 2011 przyznano jej tytuł Honorowego Obywatela miasta Sydney. Otrzymała klucze do miasta Taizhong oraz West Hollywood.
W 2010 Gaga znalazła się na 7 miejscu najbardziej wpływowych kobiet na świecie według magazynu Forbes. W kolejnych latach zajęła: 11 miejsce (2011), 14 miejsce (2012), 45 miejsce (2013) oraz 67 miejsce (2014). Gaga znalazła się również w zastawieniu Forbes Celebrity 100. Zajęła kolejno: 4 miejsce (2010), 1 miejsce (2011), 5 miejsce (2012), 2 miejsce (2013), 15 miejsce (2014), 25 miejsce (2015), 49 miejsce (2018), 90 miejsce (2019) i 87 miejsce (2020). W 2013 magazyn Forebs uznał Lady Gagę za najbardziej wpływowego muzyka roku.
Znalazła się na dwukrotnie na liście tygodnika Time „100 most influential people”. Po raz pierwszy pojawiła się w 2010 w kategorii,,Artists” po zgłoszeniu przez Cyndi Lauper, zaś drugi raz w kategorii „Icons”, dzięki zgłoszeniu Celine Dion. Dodatkowo zajęła 3 miejsce na liście Time 's Most Influential People of the 2000s (readers’ poll), która opublikowana została w 2013. W 2010 została uwzględniona na liście „Time Person of the Year (pośród „People Who Mattered”)”.
W 2020 magazyn Rolling Stone uwzględnił album Born This Way na liście 500 albumów wszech czasów, zaś w 2021 roku piosenka „Bad Romance” pojawiła się na liście 500 utworów wszech czasów według tego magazynu. W 2022 magazyn Consequence uwzględnił album The Fame Monster na liście 100 najlepszych albumów wszech czasów (45 miejsce) oraz w zestawieniu 75 najlepszych albumów ostatnich 15 lat (6 miejsce). W styczniu 2023 Lady Gaga znalazła się na liście 200 najlepszych piosenkarzy wszech czasów magazynu Rolling Stone, zajmując 58 miejsce.

### Sukces komercyjny
Lady Gaga jest jednym z najlepiej sprzedających się artystów muzycznych na świecie, z szacowaną sprzedażą 170 milionów płyt. Dochód z jej tras koncertowych przekroczył pół miliarda dolarów i tym samym dołączyła do grona pięciu innych kobiet, które osiągnęły taki wynik. Do końca maja 2015 piosenkarka zarobiła 59 mln dolarów. Do końca 2020 roku, dzięki „Just Dance”, „Poker Face”, „Bad Romance” i „Shallow”, stała się pierwszą artystką, której cztery single sprzedały się w co najmniej 10 milionach egzemplarzy na całym świecie. 5 singli Gagi zajęło pierwsze miejsce na iście Billboard 100, zaś na liście Billboard 200 znalazło się 13 albumów stworzonych przez Gagę.

## Charakterystyka twórczości

### Styl muzyczny
Lady Gaga w swojej karierze wydała albumy z piosenkami: pop, rock, jazz oraz country. Pierwszy album piosenkarki The Fame jest definiowany jako pop dance. Autorka połączyła electropop z lat 80. i synth-pop. W albumie Born this Way oraz Artpop również przeważa pop, jednak w niektórych utworach (np. „Dope” i „You and I”) pojawia się rock. W szóstym albumie studyjnym piosenkarki Joanne, pojawiły się ballady z gatunków: pop (np. „Million Reasons”) oraz country (np. „Sinner’s Prayer”). W ścieżce dźwiękowej do filmu Narodziny gwiazdy Lady Gaga zawarła utwory z gatunku: country rock (np. „Shallow”), country (np. „Always Remember Us This Way”), jazz (cover piosenki „La vie en rose”) oraz dance pop (np. „Why Did You Do That?”). W 2020 roku wydała album Chromatica, który zawierał utwory z gatunku pop dance oraz trzy kompozycje instrumentalne, które oddzielały części płyty. W swojej karierze wydała dwa albumy jazzowe: Cheek to Cheek i Love for Sale.
Głos Gagi to mezosopran, z zakresem trzech oktaw.

### Warstwa liryczna utworów
Lady Gaga zawiera w swoich utworach tematy, które dotyczą jej bezpośrednio lub są częstym zjawiskiem w życiu człowieka. Albumy The Fame i The Fame Monster przede wszystkim nawiązują do stron sławy, zawierając w tym aspekty: miłości, imprez oraz tożsamości seksualnej. W albumie Born This Way Gaga nawiązuje do akceptacji, buntu, feminizmu i wyrażanie siebie. Album Artpop skupia się na aspekcie sławy, władzy i odwagi. Albumy Joanne oraz Chromatica nawiązują do: młodości, zdrowia psychicznego, relacji międzyludzkich, straty i miłości.
Gaga w swoich utworach poruszyła tematy problemów społecznych. W piosence „Born This Way” poruszyła problem z wykluczeniem osób ze względu na kolor skóry oraz orientację seksualną. Piosenka „Hair” nawiązuje do przemocy w szkole i ograniczania młodych ludzi. W piosence „Dope” poruszany jest temat uzależnienia od narkotyków. W utworze „Till it Happens To You” artystka opisała problemy związane z gwałtami i molestowaniem. Jej piosenka „Angel Down” porusza temat zabójstwa Trayvona Martina, afroamerykańskiego nastolatka.
Lady Gaga w swoich utworach nawiązuje również do postaci autentycznych lub biblijnych. Tekst piosenki „The Edge of Glory” powstał po śmierci dziadka Gagi i był zainspirowany tym wydarzeniem. Piosenka „Judas”, opowiada o Judaszu, zaś piosenka „Bloody Mary” jest zainspirowana Marią Magdaleną. Według niektórych komentatorów utwory „Princess Die” oraz „Dance in the Dark”, nawiązują do księżnej Diany. Piosenka „Joanne” bezpośrednio nawiązuje i jest zainspirowana Joanne Germanottą, czyli ciocią Gagi, która zmarła w wieku 19 lat. Tekst utworu „Grigio Girls” został napisany dla przyjaciółki Gagi – Sonji, która zmarła w maju 2017  w wyniku zachorowania na nowotwór.

### Inspiracje artystyczne i Dziedzictwo
Gaga dorastała słuchając artystów takich jak Michael Jackson, The Beatles, Stevie Wonder, Queen, Bruce Springsteen, Pink Floyd, Led Zeppelin, Whitney Houston, Elton John, Christina Aguilera i Blondie. Jako inspiracje dla swojej muzyki, Lady Gaga wymienia takich artystów glamrockowych, jak David Bowie i Queen, oraz artystów popowych, jak Michael Jackson i Madonna.
Stylistycznie Gaga była porównywana do Leigh Bowery, Isabelli Blow i Cher. Znana jest z noszenia butów na bardzo wysokim obcasie. Nieodłącznym elementem scenicznego show Lady Gagi są różnego rodzaju kreacje, projektowane m.in. przez Giorgio Armaniego, Aleksandra McQueena.
Gaga i jej prace wywarły wpływ na różnych artystów, w tym: Miley Cyrus, Nicki Minaj, Ellie Goulding, Halsey, Jennifer Lopez, Beyoncé, Nick Jonas, Sam Smith, Olivia Rodrigo Greyson Chance, Cardi B, Blackpink, Madison Beer, Kim Petras, Doja Cat, Kanye West i SZA.
Lady Gaga zdobyła powszechne uznanie w gronie artystów. W 2019 roku Taylor Swift wypowiedziała się na temat Gagi słowami:

„Kiedy ludzie myślą, że pójdzie w jedną stronę, ona idzie dokładnie odwrotnie. Nagrała płytę z Tonnym Bennettem i wygrała Grammy. A potem obraca się, idzie i wygrywa Złoty Glob dla American Horror Story: Hotel. A potem obraca się i robi Joanne. A potem obraca się i wygrywa Oscara za Narodziny gwiazdy. To super, ta umiejętność bycia zdolnym w tak wielu różnych światach. W jej karierze jest tyle zręczności.”

Olivia Rodrigo uznała, że Gaga jest najlepszym wykonawcą pokolenia.

„Ona odgrywa to wszystko – to niesamowite. Kocham Lady Gagę. Myślę, że jest najlepszym wykonawcą naszego pokolenia. Samo oglądanie jej na pianinie jest po prostu niesamowite i takie magiczne”

## Życie prywatne i zdrowie

### Relacje i porwanie psów

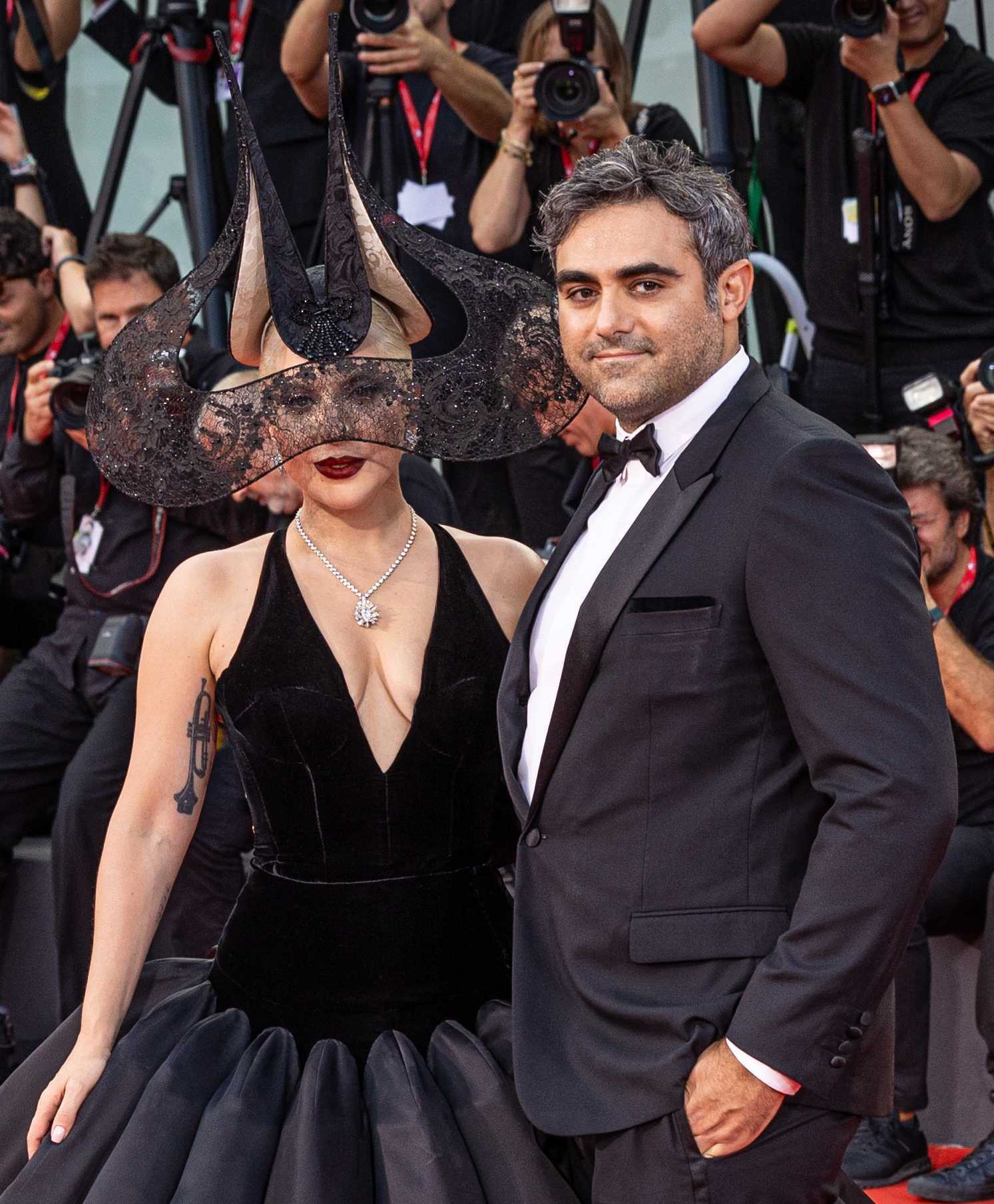
Lady Gaga ze swoim narzeczonym Michaelem Polanskym, wrzesień 2024

W 2008 na łamach miesięcznika „Rolling Stone” dokonała coming outu jako osoba biseksualna. W lipcu 2011 związała się z aktorem i modelem Taylorem Kinneyem. Para zaręczyła się 14 lutego 2015, jednak w lipcu 2016 zerwali zaręczyny. W latach 2017–2019 pozostawała w nieformalnym związku z agentem gwiazd, Christianem Carino. W lutym 2020 zaczęła się spotykać z Michaelem Polanskym, z którym zaręczyła się w 2024.
Jest matką chrzestną Zacharego Furnisha-Johna, urodzonego w 2010 syna Eltona Johna i Davida Furnisha.
W lutym 2021 roku doszło do porwania dwóch psów Gagi. Zdarzenie miało miejsce 24 lutego w Hollywood, podczas wyprowadzania psów przez Ryana Fischera, który w wyniku postrzelenia trafił do szpitala. Po porwaniu piosenkarka zaoferowała 500 tys. dolarów dla znalazcy jej psów. 27 lutego na policję zgłosiła się anonimowa kobieta wraz z psami.

### Zdrowie
W 2014 roku piosenkarka wyznała, że w wieku 19 lat doświadczyła molestowania seksualnego ze strony producenta muzycznego. Wyznała, że w związku z tym faktem cierpi na zespół stresu pourazowego (PTSD). W 2021 w programie stworzonym przez Oprah Winfrey wyznała, że w wyniku gwałtu zaszła w ciążę, a samo zdarzenie opisała słowami:

,,Miałam 19 lat, już pracowałam w branży, kiedy jeden producent powiedział do mnie: „Rozbierz się”. Odmówiłam i wyszłam. Wtedy on zagroził, że spali całą moją muzykę. Nie przestał. Cały czas mnie nagabywał, a ja po prostu zamarłam... Już nawet nie pamiętam”

We wrześniu 2017, w filmie dokumentalnym Gaga: Five Foot Two, artystka wyjawiła, że cierpi na fibromialgię.

## Dyskografia

### Albumy studyjne
| Rok  | Tytuł albumu     |
| ---- | ---------------- |
| 2008 | The Fame         |
| 2009 | The Fame Monster |
| 2011 | Born This Way    |
| 2013 | ARTPOP           |
| 2016 | Joanne           |
| 2020 | Chromatica       |
| 2025 | Mayhem           |

### Inne
| Rok  | Tytuł albumu   |
| ---- | -------------- |
| 2014 | Cheek to Cheek |
| 2021 | Love for Sale  |
| 2024 | Harlequin      |

## Trasy koncertowe

### Trasy światowe
- 2009: The Fame Ball Tour
- 2009–11: The Monster Ball Tour
- 2012–13: Born This Way Ball
- 2014: ArtRave: The Artpop Ball
- 2014–15: Cheek to Cheek Tour (z Tonym Bennettem)
- 2017–18: The Joanne World Tour
- 2022: The Chromatica Ball
- 2025: Mayhem Ball

#### Jako support
- 2008: New Kids on the Block: Live
- 2009: Doll World Domination Tour
- 2009: Take That Presents: The Circus Live

#### Anulowane
- 2009: Fame Kills: Starring Kanye West and Lady Gaga
- 2009: This Is It

### Rezydentury
- 2014: Live at Roseland Ballroom
- 2018–20: Enigma
- 2018–23: Jazz and Piano

### Inne
- 2013: ArtRave
- 2016: Dive Bar Tour

## Filmografia

### Filmy
| Rok  | Tytuł                             | Rola              | Przypisy |
| ---- | --------------------------------- | ----------------- | -------- |
| 2013 | Maczeta zabija                    | La Chameleón      | [ 473 ]  |
| 2014 | Muppety: Poza prawem              | ona sama          | [ 474 ]  |
| 2014 | Sin City 2: Damulka warta grzechu | Bertha            | [ 475 ]  |
| 2017 | Gaga: Five Foot Two               | ona sama          | [ 263 ]  |
| 2018 | Narodziny gwiazdy                 | Ally              | [ 273 ]  |
| 2021 | Dom Gucci                         | Patrizia Reggiani | [ 284 ]  |
| 2024 | Joker: Folie à deux               | Harley Quinn      | [ 476 ]  |

### Seriale
| Rok       | Tytuł                 | Rola                        | Odcinek | Dodatkowe informacje     | Przypisy |
| --------- | --------------------- | --------------------------- | --- | ------------------------ | -------- |
| 2001      | Rodzina Soprano       | dziewczyna przy basenie     | „The Telltale Moozadell” | niewymieniona w napisach | [ 477 ]  |
| 2009      | Plotkara              | ona sama                    | „The Last Days of Disco Stick” |                          | [ 478 ]  |
| 2012      | Simpsonowie           | ona sama                    | „Lisa–Gaga” | dubbing                  | [ 479 ]  |
| 2015–2016 | American Horror Story | Elizabeth Johnson / Hrabina | 12 odcinków„Zameldowanie” „Zsypy i drabiny” „Mamusia” „Noc diabła” „Obsługa hotelowa” „Pokój nr 33” „Płomyk” „Zabójca od dziesięciorga przykazań” „Pragnienie zemsty” „Dokonanie zemsty” „Królewska bitwa” „Zostań naszym gościem” | Hotel (sezon piąty)      | [ 259 ]  |
| 2015–2016 | American Horror Story | Scathach                    | 3 odcinki„Rozdział 2” „Rozdział 3” „Rozdział 4” | Roanoke (sezon szósty)   | [ 259 ]  |